# Умершие в апреле 2017 года
Это список известных людей, соответствующих установленным критериям значимости (см. Википедия:Критерии значимости персоналий), умерших в апреле 2017 года.
Причина смерти указывается лишь в исключительных случаях (убийство, самоубийство, гибель в результате военных действий, смертная казнь, ДТП или несчастные случаи). В остальных случаях — не указывается.

## 30 апреля

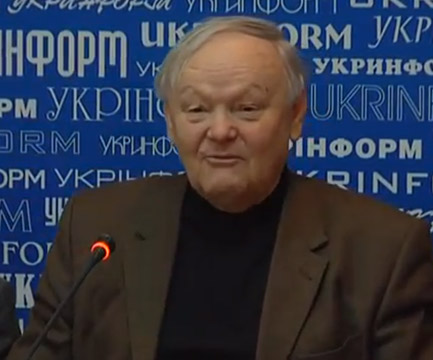
Борис Олейник

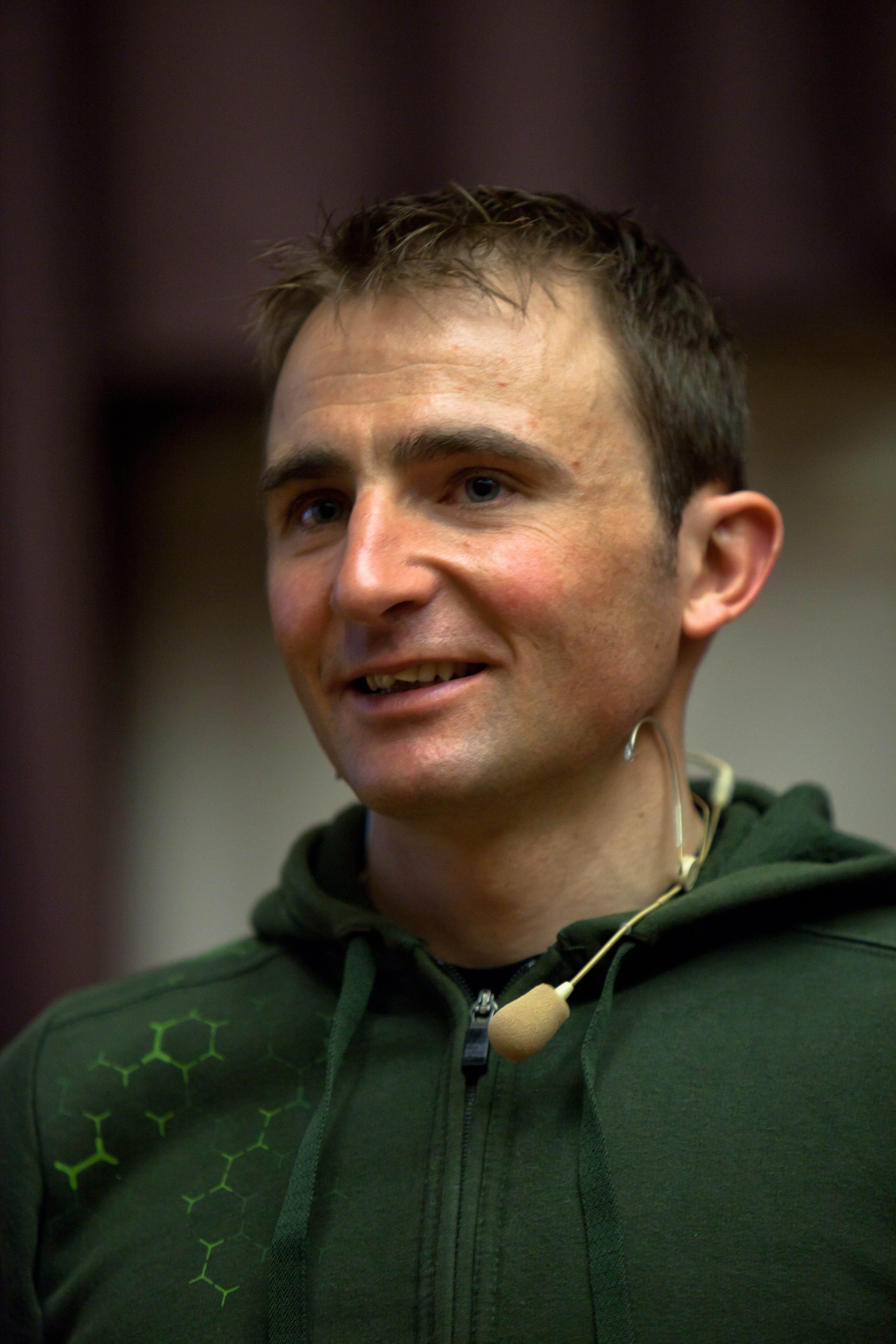
Уэли Штек

- Иосиф Арпад, эрцгерцог Австрийский (84) — венгерский аристократ, представитель Габсбург-Лотарингского дома, 4-й генерал-капитан Ордена Витязя (1977—2017)[1].
- Лорна Грэй (99) — американская актриса[2][3].
- Олейник, Борис Ильич (81) — советский и украинский поэт, общественный и государственный деятель, академик НАН Украины (1994; академик АН УССР с 1990), лауреат Государственной премии СССР (1975), Герой Украины (2005)[4].
- Орлов, Александр Валентинович (61) — советский и российский штурман полярной авиации, почётный полярник России, заслуженный тренер России по авиамодельному спорту[5].
- Содимеджо Сапарман (146) — индонезийский долгожитель, старейший неверифицированный человек Земли[6].
- Солинов, Владимир Фёдорович (79) — советский и российский химик-технолог и организатор производства, генеральный директор Московского научно-исследовательского института технического стекла (с 1973 года), профессор[7].
- Стейн, Джин (83) — американская писательница; самоубийство[8].
- Штек, Ули (40) — швейцарский альпинист, лауреат премии «Золотой ледоруб» (2009, 2014); несчастный случай[9].
- Эрешов, Батыр Наркулиевич (50) — туркменский государственный деятель, министр строительства (2013—2014), министр строительства и архитектуры (2014) и заместитель председателя Кабинета министров Туркмении по промышленности (с 2014 года); самоубийство[10].

## 29 апреля
- Белкиор (70) — бразильский эстрадный певец и композитор[11].
- Нкабити, Герберт (36) — южноафриканский боксёр[12].
- Поляков, Геннадий Павлович (56) — советский и российский театральный актёр, артист Томского драматического театра (с 2004 года), заслуженный артист Российской Федерации (2001)[13].
- Хоффман, Уильям (78) — американский драматург[14].

## 28 апреля

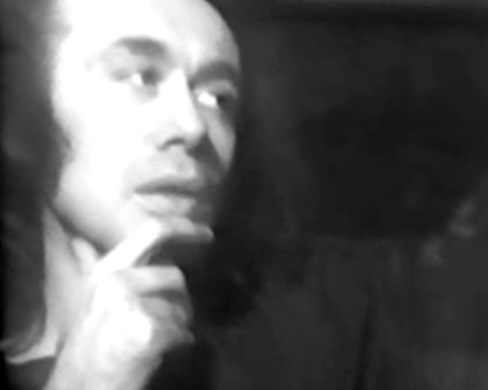
Вито Аккончи

- Аккончи, Вито (77) — итальянский и американский поэт, художник и архитектор[15].
- Берасатеги, Хуан Баутиста (66) — испанский режиссёр-мультипликатор[16] Архивная копия от 29 апреля 2017 на Wayback Machine.
- Ванникова, Нинель Ивановна (86) — советский филолог, преподаватель факультета журналистики Московского университета[17].
- Деген, Ион Лазаревич (91) — советский и израильский хирург-ортопед, доктор медицинских наук, поэт и писатель, участник Великой Отечественной войны[18].
- Зефиров, Николай Серафимович (81) — советский и российский химик-органик, академик РАН (1991; академик АН СССР с 1987)[19].
- Косарев, Михаил Фёдорович (85) — советский и российский археолог, доктор исторических наук, профессор[20].
- Курухов, Гасан Шахбанович (62) — российский дагестанский поэт, литературный переводчик, журналист и публицист, заслуженный работник культуры Республики Дагестан[21].
- Уитмор, Джон (79) — британский автогонщик и бизнес-тренер, создатель модели коучинга GROW[22].
- Ураков, Николай Николаевич (87) — советский и российский микробиолог-вирусолог, директор Государственного научного центра прикладной микробиологии (1982—2003), профессор, заслуженный деятель науки Российской Федерации (2000), лауреат Государственной премии СССР (1982), генерал-майор медицинской службы в отставке[23].
- Чернухин, Гарри (Игорь) Андреевич (87) — советский и российский писатель, заслуженный работник культуры Российской Федерации (1999)[24].
- Шугом, Лев Исаевич (71) — советский и российский пианист и музыкальный педагог, ректор Саратовской государственной консерватории им. Л. В. Собинова (2008—2016), народный артист Российской Федерации (2004)[25].

## 27 апреля

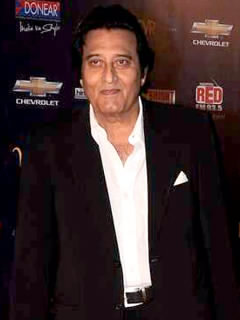
Винод Кханна

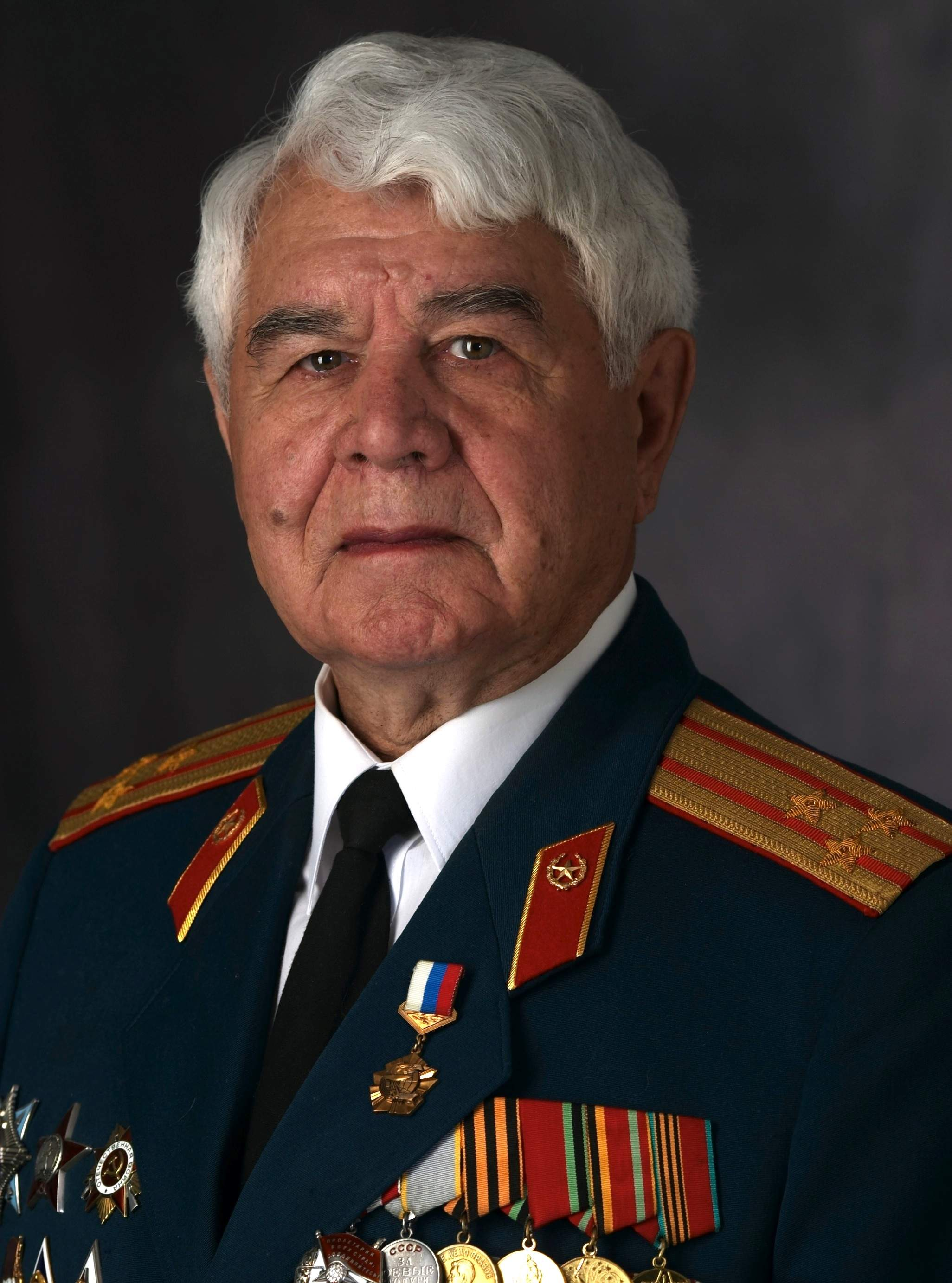
Анвер Чанышев

- Арефьев, Николай Александрович (37) — российский футболист, игрок в мини-футбол[26].
- Бруннер, Эдуард (77) — швейцарский кларнетист[27].
- Гайда, Мечислав (85) — польский актёр театра и кино[28].
- Дауд, Маулви (?) — афганский террорист, один из лидеров движения «Талибан»; убит[29].
- Драпкин, Геннадий Леонидович (66) — белорусский спортсмен-автогонщик, мастер спорта[30].
- Капица, Фёдор Сергеевич (66) — советский и российский литературовед, кандидат филологических наук, внук Петра Капицы, сын Сергея Капицы[31].
- Карич, Сретен (69) — сербский бизнесмен[32].
- Кханна, Винод (70) — индийский киноактёр[33].
- Миримский, Лев Юльевич (57) — украинский политический деятель, депутат Верховной Рады Украины (1994—2006, 2012—2014)[34].
- Мороз, Пётр Васильевич (86) — советский и украинский театральный актёр, артист Черниговского областного музыкально-драматического театра им. Тараса Шевченко (1964—2014), заслуженный артист Украины[35].
- Москова, Эмма (82) — болгарский государственный деятель, министр культуры Болгарии (1997—2001), мать врача и государственного деятеля Петра Москова[36].
- Проневич, Геннадий (66) — белорусский литературовед[37].
- Чакраварти, Вину (71) — индийский киноактёр, сценарист и режиссёр[38].
- Чанышев, Анвер Хайдарович (92) — советский и российский общественный деятель, президент ЦСКА (1968—1970), член Международного Олимпийского комитета, участник Великой Отечественной войны[39].
- Шуриц, Александр Давидович (72) — советский и российский художник[40].
- Юлдашбаев, Амир Мурзагалеевич (76) — российский философ, кандидат философских наук[41].

## 26 апреля

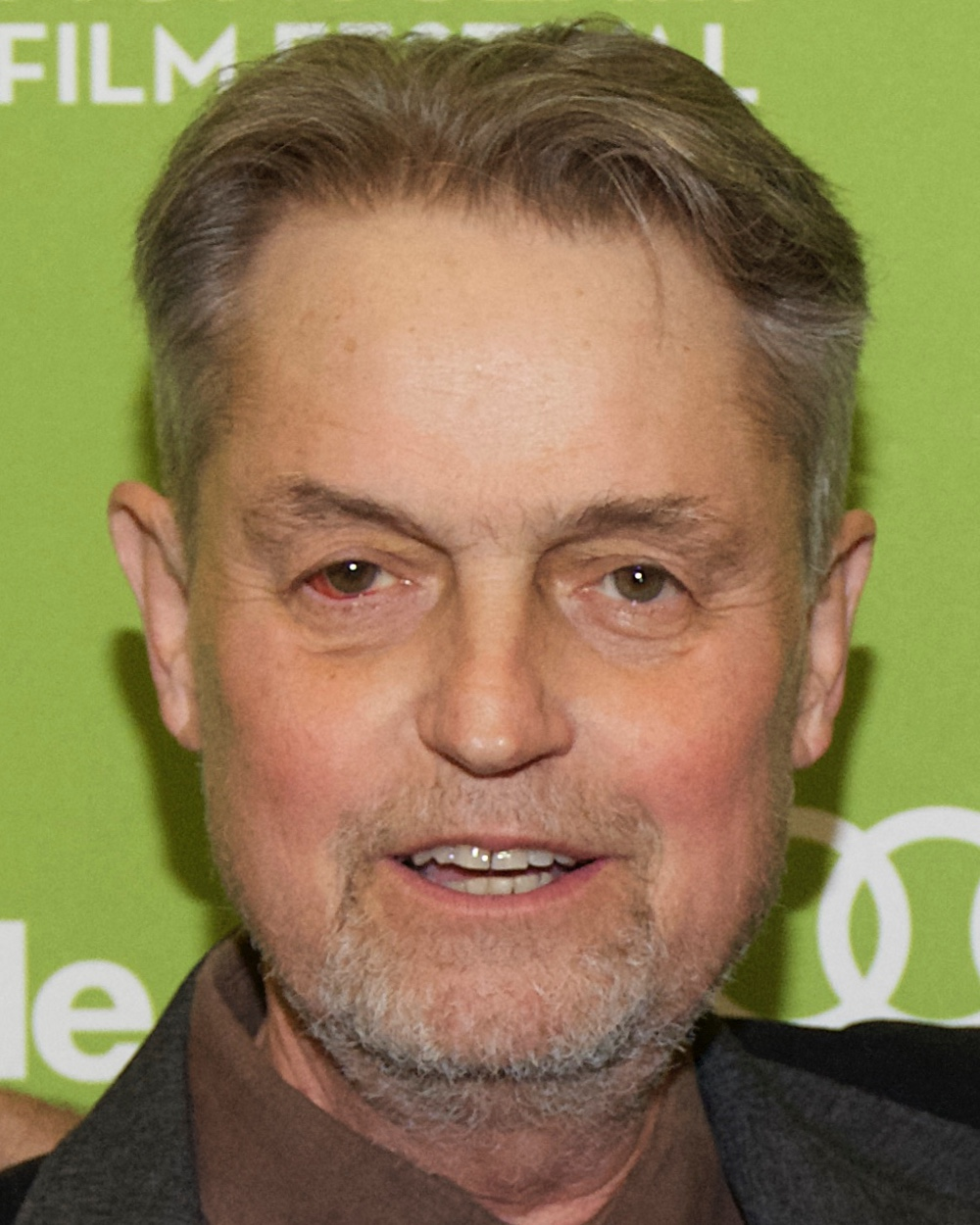
Джонатан Демми

- Бру Апанга, Моиз (35) — габонский футболист[42].
- Воттрих, Эндрик (52) — немецкий оперный певец (тенор)[43].
- Демми, Джонатан (73) — американский режиссёр, продюсер и сценарист[44].
- Каретников, Игорь Александрович (80) — советский и российский ученый-металлург, лауреат Государственной премии СССР[45].
- Косев, Мирослав (63) — болгарский актёр театра и кино, артист театра Болгарской армии (с 1986 года)[46].
- Пёртнер, Маргит (45) — датская кёрлингистка, серебряный призёр зимних Олимпийских игр в Нагано (1998)[47].
- Приз, Анатолий Владимирович (63) — советский и российский артист цирка, акробат, заслуженный артист Российской Федерации (1999)[48].
- Смирнов, Анатолий Георгиевич (70) — российский писатель[49].
- Чуботару, Александр (85) — советский и молдавский ботаник, академик Академии наук Молдавии (1992), основатель и почётный президент Кишинёвского ботанического сада[50].

## 25 апреля

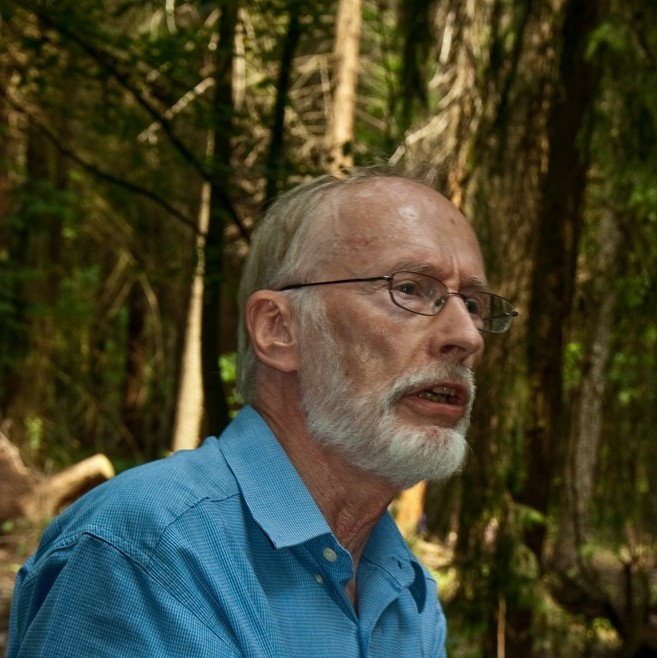
Эрик Мартин

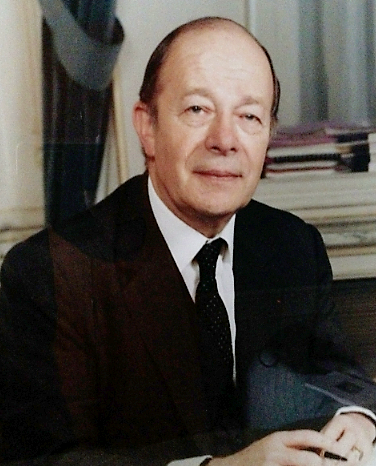
Филипп Местре

- Андрианов, Геннадий Анатольевич (80) — советский и российский общественный деятель, председатель Владимирского городского совета народных депутатов (1990—1993)[51].
- Батурина, Надежда Петровна (88) — советская и украинская актриса театра и кино, народная артистка Украины (1996)[52].
- Ваияки, Маньюа (91) — кенийский государственный деятель, министр иностранных дел Кении (1974—1979), министр сельского хозяйства (1982—1984)[53].
- Егоров, Александр Иванович (91) — советский и казахстанский писатель, поэт, художник[54].
- Лакович, Саша (45) — канадский хоккеист («Калгари Флэймз», «Нью-Джерси Девилз»)[55].
- Мамбеталиева, Гульмира Сулаймановна (61) — советский и киргизский философ и общественный деятель, профессор[56].
- Мартин, Эрик (81) — немецкий писатель и автор песен[57].
- Местре, Филипп (89) — французский государственный деятель, министр по делам ветеранов и жертв войны (1993—1995)[58].
- Петрович, Зоран (80) — югославский и сербский спортивный журналист[59].
- Ржевская, Елена Моисеевна (97) — советская и российская писательница, почётный гражданин Ржева[60].
- Сайкина, Александра Васильевна (92) — советский и российский художник, народный художник Российской Федерации (2009)[61].
- Салеев, Олег Александрович (68) — советский и российский тренер по академической гребле, заслуженный тренер РСФСР[62].
- Черненко, Василий Иванович (96) — советский лётчик-истребитель, генерал-майор авиации в отставке, Герой Советского Союза (1944)[63].
- Янкович, Никола Кока (91) — югославский и сербский скульптор[64].

## 24 апреля

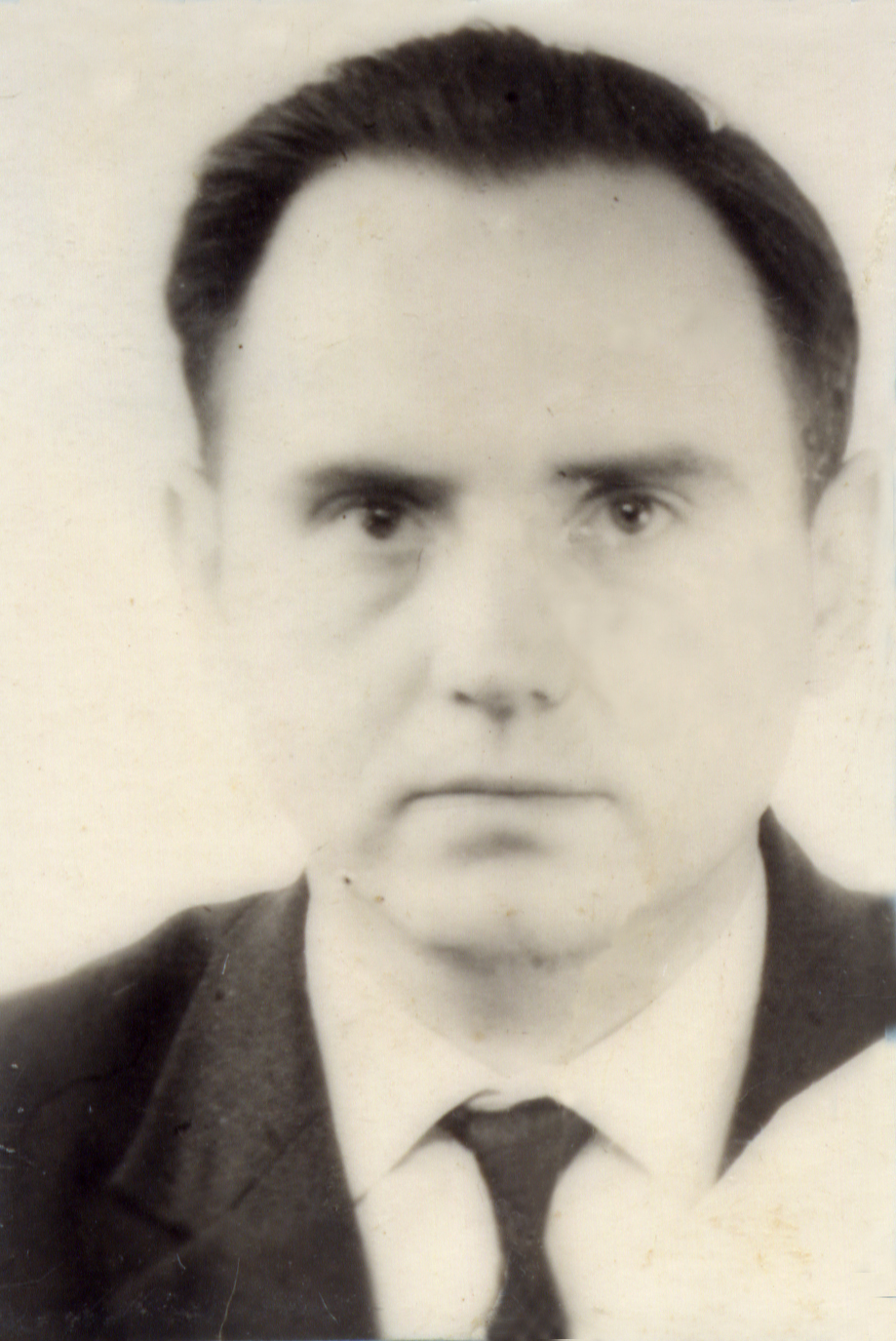
Валерий Гурьянов

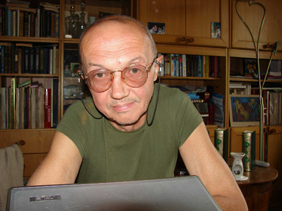
Сергей Ильин

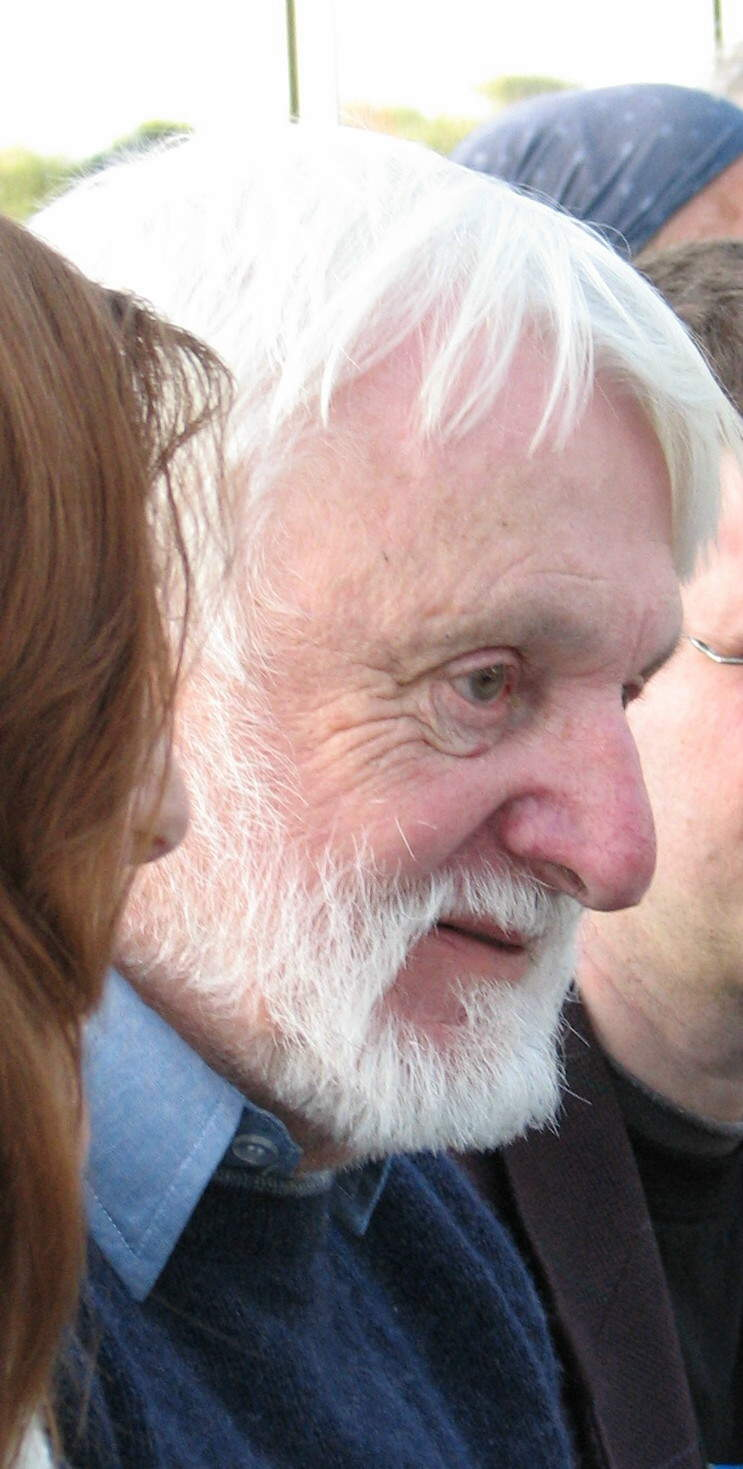
Роберт Пирсиг

- Алениус, Инга (78) — шведская актриса (о смерти объявлено в этот день)[65][66].
- Барбер, Бенджамин (77) — американский политолог; рак[67].
- Бойко, Владимир Иванович (76) — советский и российский военный историк, лауреат Государственной премии Российской Федерации имени Маршала Советского Союза Г. К. Жукова в области литературы (2013) (о смерти объявлено в этот день)[68].
- Бруна, Франтишек (72) — чехословацкий гандболист, серебряный призёр летних Олимпийских игр в Мюнхене (1972)[69].
- Гагуа, Реваз Олифантович (71) — советский и грузинский врач-онколог, директор Национального центра онкологии Грузии, президент Ассоциации онкологов Грузии[70].
- Григс, Оскарс (74) — латвийский политический деятель, депутат Сейма Латвии (1993—2005) (о смерти стало известно в этот день)[71].
- Гурьянов, Валерий Алексеевич (80) — советский и российский кинорежиссёр[72].
- Зейналова, Назиха Джафар кызы (77) — советский и азербайджанский хлопковод, Герой Социалистического Труда (1981)[73].
- Зохрабов, Рамиз Фарзулла оглы (77) — советский и азербайджанский музыковед, профессор, народный артист Азербайджана (2008)[74].
- Ильин, Сергей Борисович (68) — советский и российский переводчик англоязычной прозы[75].
- Лиске, Казимир (34) — российский актёр; несчастный случай[76].
- Мантенуто, Майкл (35) — американский хоккеист и киноактёр[77].
- Пирсиг, Роберт (88) — американский писатель и философ[78].

## 23 апреля

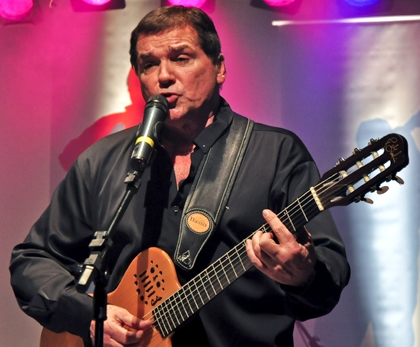
Джерри Адриани

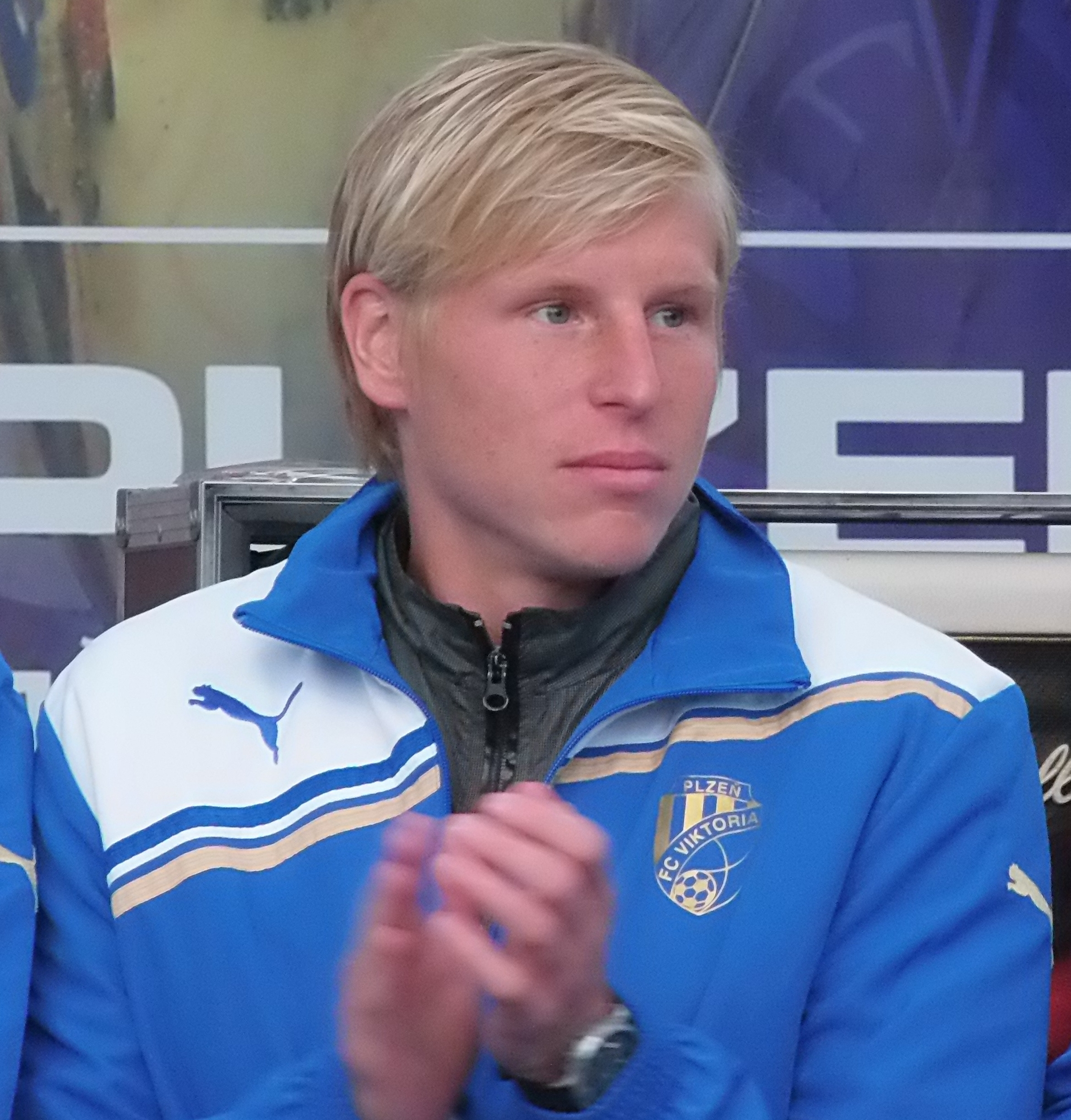
Франтишек Райторал

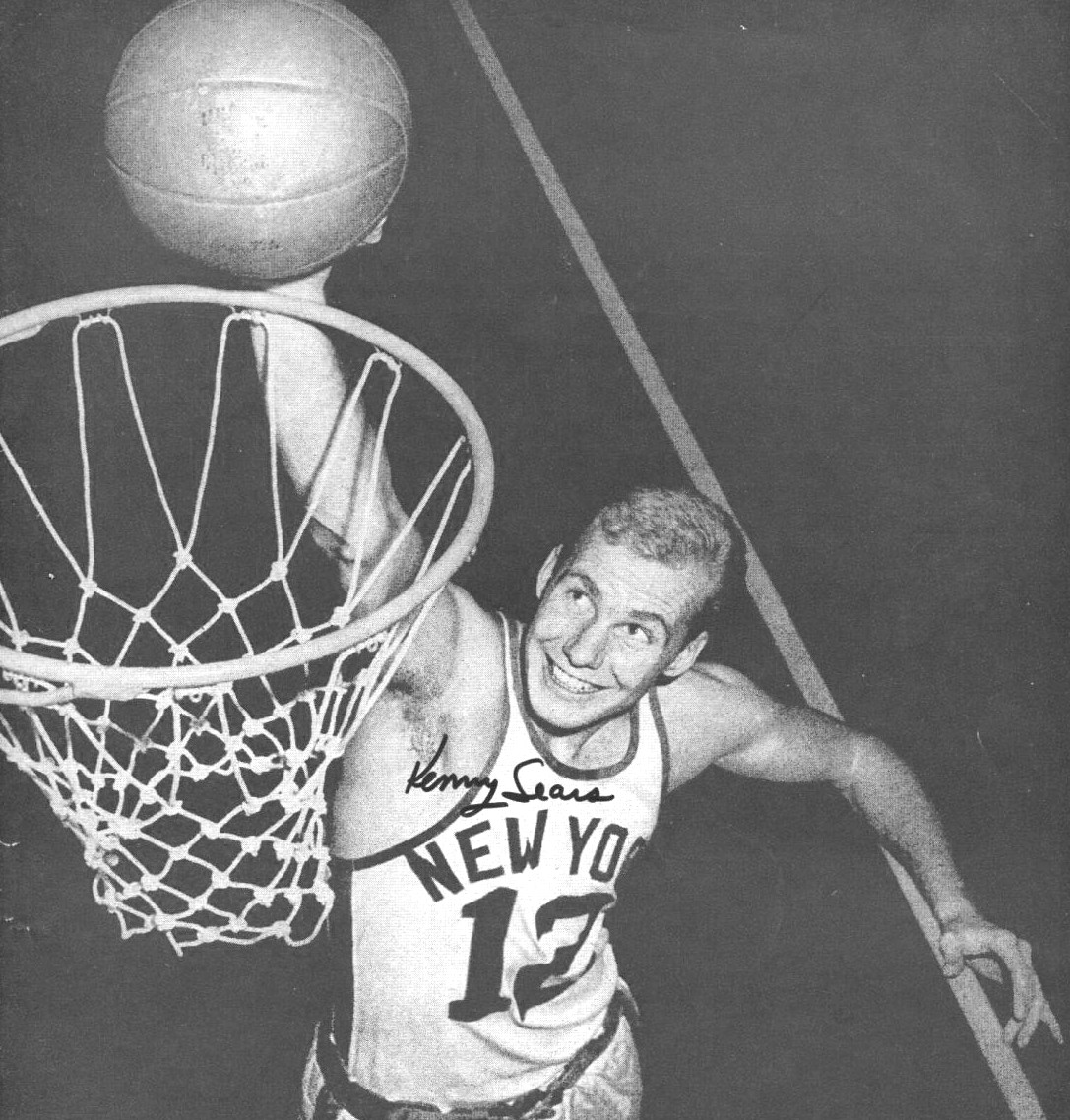
Кен Сирс

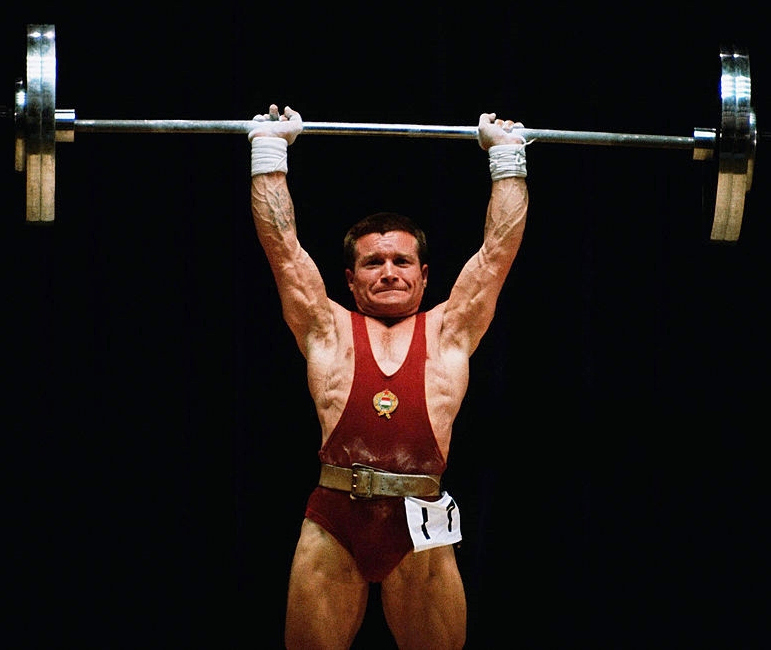
Имре Фёльди

- Аделеке, Исиака (62) — нигерийский государственный деятель, губернатор штата Осун, депутат Сената Нигерии[79].
- Адриани, Джерри (70) — бразильский певец и актёр[80].
- Байханова, Наргиз (68) — советская и узбекская эстрадная певица, солистка ВИА «Ялла» (1974—1983)[81].
- Бирд, Крис (80) — австралийский писатель[82].
- Гринёв, Николай Николаевич (69) — директор Новгородского музея-заповедника (1990—2010), заслуженный работник культуры Российской Федерации (2008)[83].
- Давыдов, Олег Викторович (64) — российский публицист, писатель и редактор[84].
- Иманбаев, Сулейман Иманбаевич (85) — советский и киргизский организатор здравоохранения, педагог, государственный и общественный деятель, председатель Центральной комиссии Киргизской Республики по выборам и проведению референдумов (1995—2005)[85].
- Корпонай, Адальберт Тибериевич (51) — советский и украинский футболист, полузащитник клуба «Кремень» (1989, 1990—1992, 1993—1997)[86].
- Краули, Кэтлин (87) — американская актриса[87].
- Кронберг, Лариса Ивановна (87) — советская и российская актриса театра и кино[88].
- Овчинников, Николай Михайлович (96) — советский и российский писатель, участник Великой Отечественной войны[89].
- Перкович, Луис (85) — перуанский государственный деятель, премьер-министр Перу (1984—1985)[90] Архивная копия от 6 августа 2017 на Wayback Machine.
- Пристли, Джулиан (66) — британский государственный деятель, Генеральный секретарь Европейского парламента (1997—2007) (о смерти объявлено в этот день)[91].
- Райторал, Франтишек (31) — чешский футболист, защитник клуба «Газиантепспор» и сборной Чехии; самоубийство[92].
- Руфайзен-Шюппер, Элла (95) — польская военная разведчица, участница восстания в Варшавском гетто, публицист[93].
- Сирс, Кен (83) — американский профессиональный баскетболист[94].
- Фёльди, Имре (78) — венгерский тяжелоатлет, чемпион летних Олимпийских игр в Мюнхене (1972), многократный чемпион мира и Европы в легчайшем весе[95].
- Фостер, Чарльз (94) — канадский писатель, участник Второй мировой войны[96].

## 22 апреля

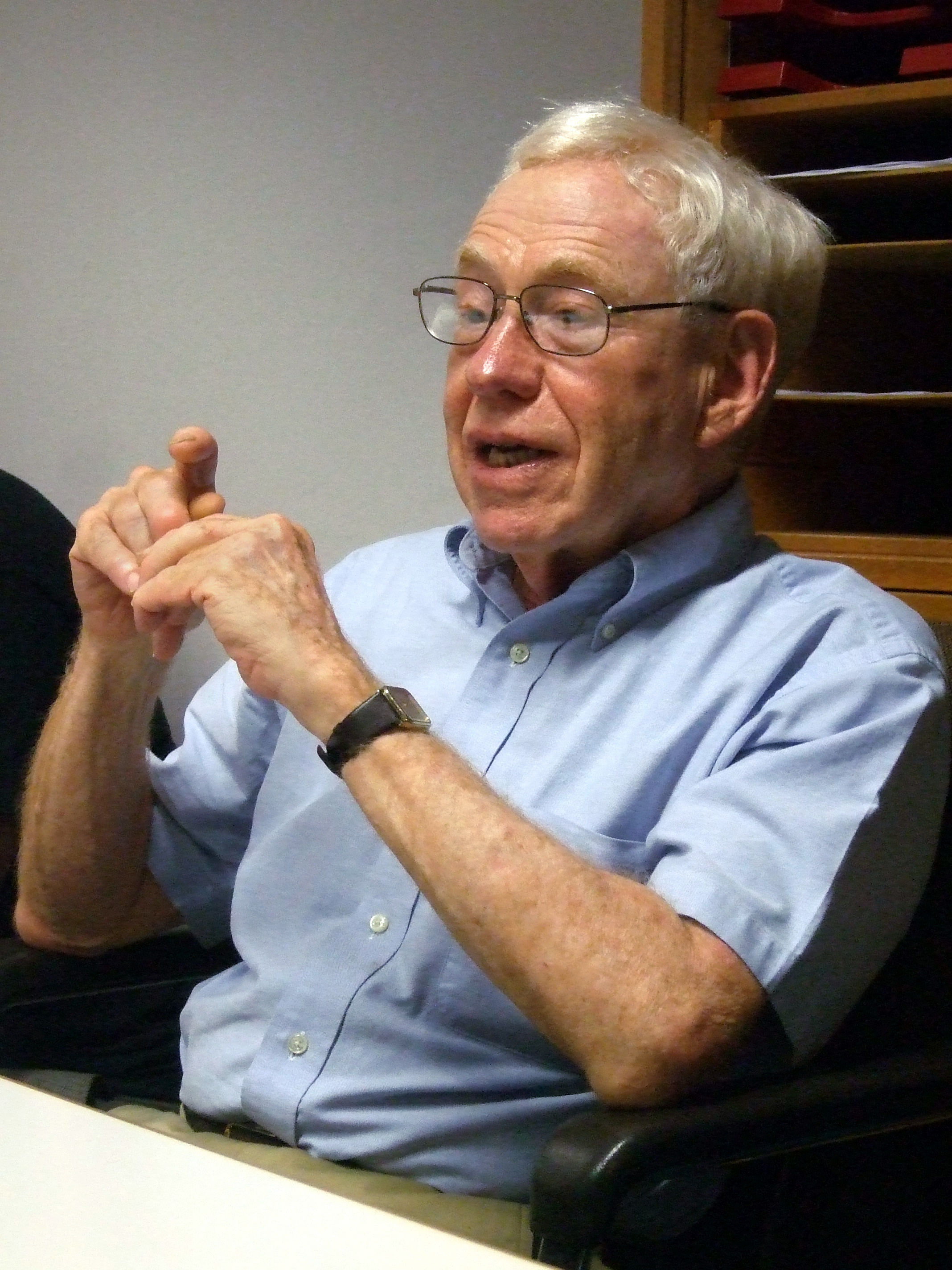
Хьюберт Дрейфус

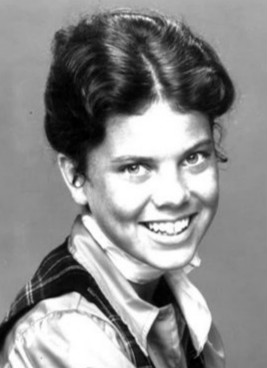
Эрин Моран

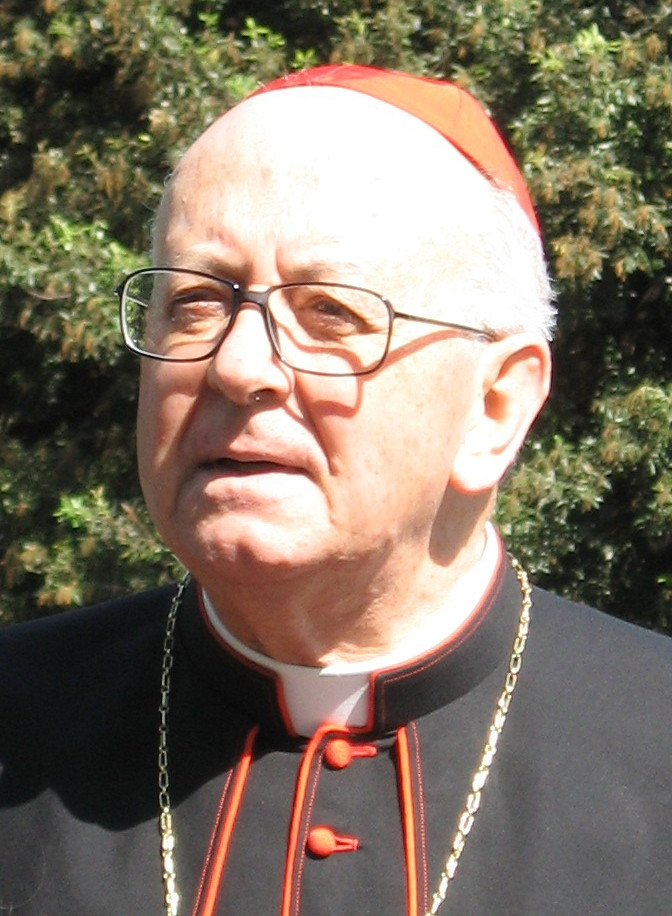
Аттильо Никора

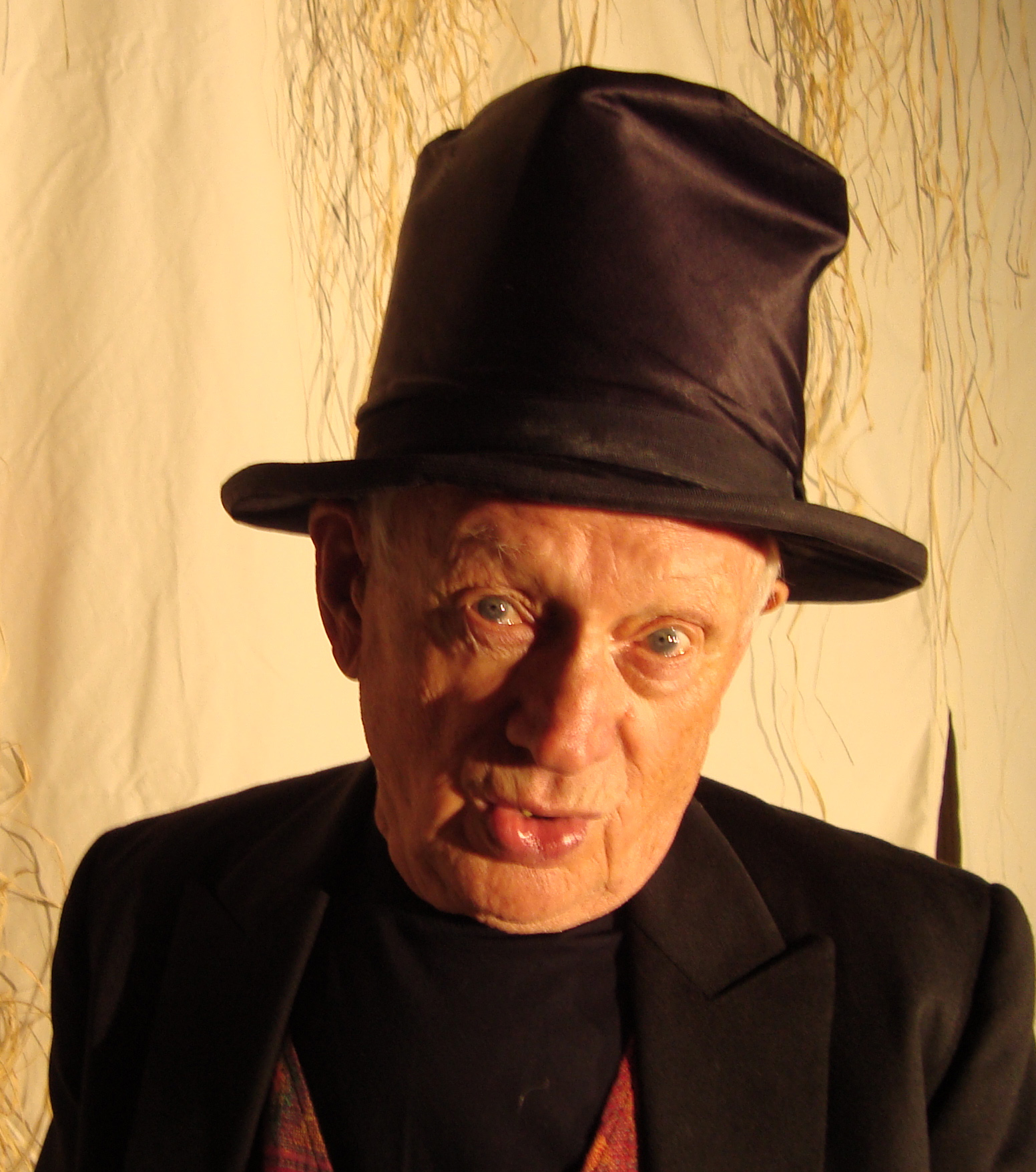
Витольд Пыркош

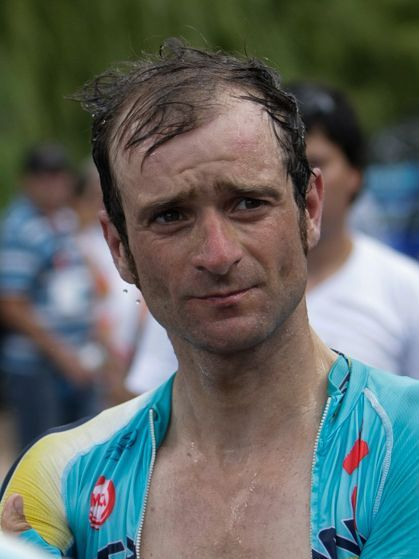
Микеле Скарпони

- Арутюнян, Валерий Апресович (75) — армянский оперный певец (бас), солист Национального академического театра оперы и балета имени А. Спендиаряна, профессор, заслуженный артист Армении[97].
- Бакаре, Олумиде (65) — американский киноактёр нигерийского происхождения[98].
- Батлер, Джефф (83) — британский футбольный тренер, тренер «Кайзер Чифс» и сборной ЮАР по футболу[99].
- Большаков, Геннадий Арсентьевич (55) — советский и российский театральный актёр, артист Чувашского академического драматического театра им. К. В. Иванова (с 1983 года), заслуженный артист Российской Федерации (2006), народный артист Чувашской Республики (1998)[100].
- Граев, Марк Иосифович (94) — советский и российский математик[101].
- Дрейфус, Хьюберт (87) — американский философ[102].
- Кучера, Вацлав (87) — чешский композитор и музыковед[источник не указан 3019 дней].
- Лазуткин, Виктор Александрович (67) — российский хозяйственный и государственный деятель, председатель Законодательного Собрания Пензенской области (2002—2003), депутат Государственной думы РФ IV созыва (2003—2007)[103].
- Лефранк-Дювилляр, Софи (46) — французская горнолыжница, участница зимних Олимпийских игр в Альбервилле (1992) и в Нагано (1998)[104].
- Мельгуй, Анатолий Митрофанович (59) — белорусский писатель, музыкальный критик, журналист и деятель рок-движения[105].
- Моран, Эрин (56) — американская актриса[106].
- Носков, Эдуард Александрович (40) — российский волейболист и тренер («Енисей»)[107].
- Никора, Аттильо (80) — итальянский куриальный кардинал, председатель Администрации церковного имущества Святого Престола (2002—2011)[108].
- Пыркош, Витольд (90) — польский актёр театра и кино[109].
- Рохо, Густаво (93) — мексиканский актёр («Дикая Роза»)[110].
- Скарпони, Микеле (37) — итальянский шоссейный велогонщик, выступавший за команду Astana Pro Team, победитель Джиро д’Италия 2011[111].
- Терман, Керри (59) — американский рок-гитарист (The Templations)[112].
- Томич, Душан (58) — сербский футболист и тренер[113].
- Уильямс, Донна (53) — писательница, композитор, певица и скульптор из Австралии.
- Хьортсберг, Уильям (76) — американский писатель и сценарист («Легенда», «Сердце Ангела»)[114].

## 21 апреля

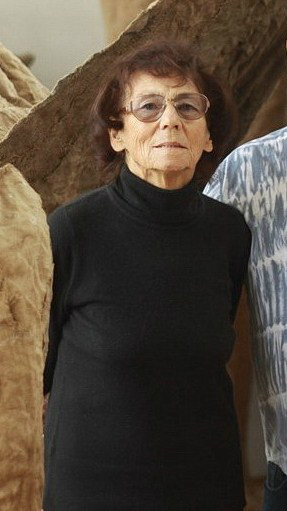
Магдалена Абаканович

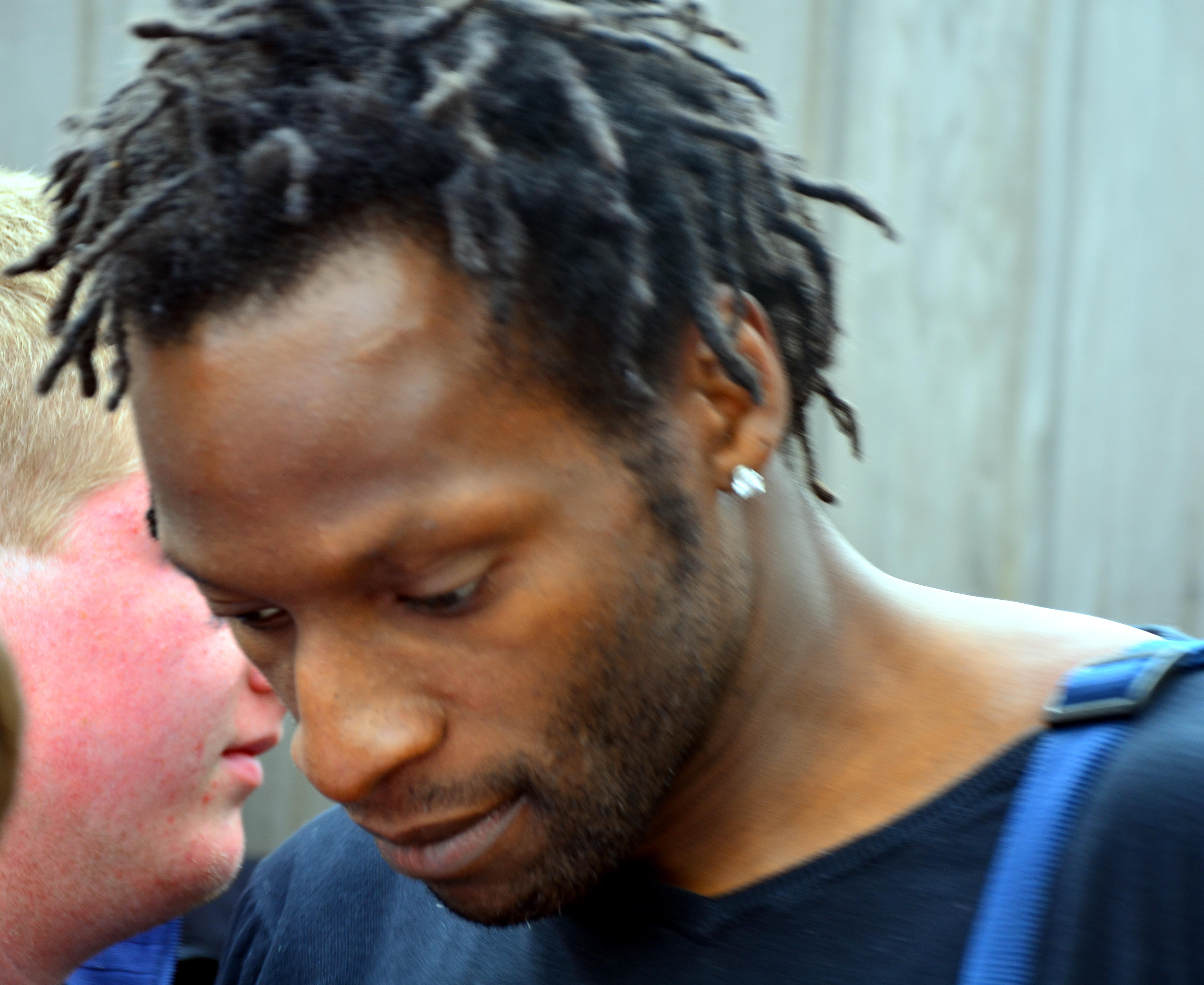
Уго Эхиогу

- Баруля, Давид Ошерович (105) — советский и российский адвокат, публицист и правозащитник, заслуженный юрист Украины, старейший в мире практикующий адвокат, участник Великой Отечественной войны[115].
- Белоцерковский, Вадим Владимирович (88) — советский и американский правозащитник, диссидент, публицист, сын В. Н. Билля-Белоцерковского[116].
- Большаков, Алексей Алексеевич (77) — российский государственный деятель, заместитель (1994—1996), первый заместитель (1996—1997) Председателя Правительства Российской Федерации[117].
- Джепсон, Кристин (54) — американская оперная певица[118].
- Дюрандт, Ник (53) — южноафриканский тренер по боксу; ДТП[119].
- Забаровский, Владимир Иванович (64) — советский и российский деятель органов государственной безопасности, директор ФГБУ «Центральный музей Великой Отечественной войны 1941—1945 гг.» (с 2003 года), генерал-лейтенант[120].
- Медиоли, Энрико (92) — итальянский сценарист, номинант на премию «Оскар» (1970) («Гибель богов»)[121].
- Платонов, Герман Лазаревич (?) — советский и российский хоровой дирижёр и композитор, заслуженный работник культуры Российской Федерации[122].
- Псалтис, Статис (65) — греческий актёр[123].
- Рэттлиф, Роберт Джей (85) — американский бизнесмен, основатель и президент компании AGCO (1990—1996, 2002—2004)[124].
- Хома, Василий (90) — словацкий русинский писатель и дипломат, председатель Союза русинских писателей Словакии, посол Чехословакии в Бельгии и Заире[125].
- Шакун, Александр Дмитриевич (64) — советский и украинский футболист и тренер, заслуженный тренер Украины (2007)[126].
- Эхиогу, Уго (44) — английский футболист, тренер молодёжной команды «Тоттенхэма»[127].

## 20 апреля

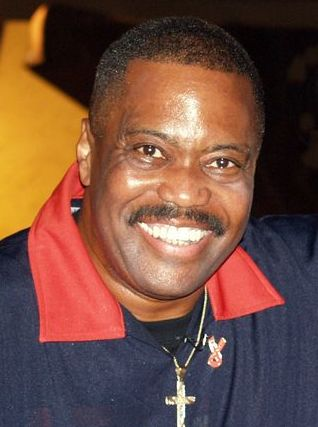
Кьюба Гудинг-старший

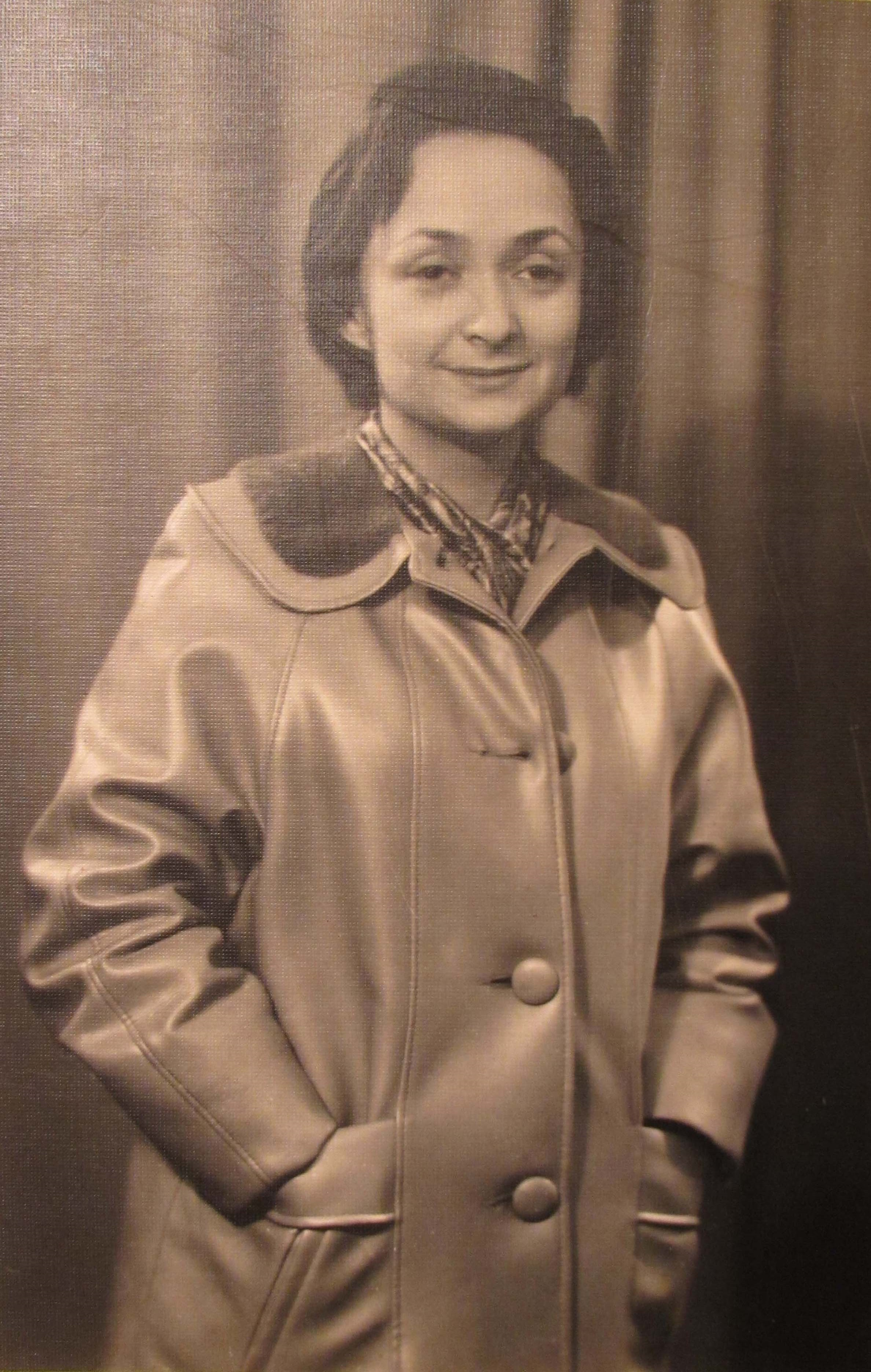
Нехама Лифшиц

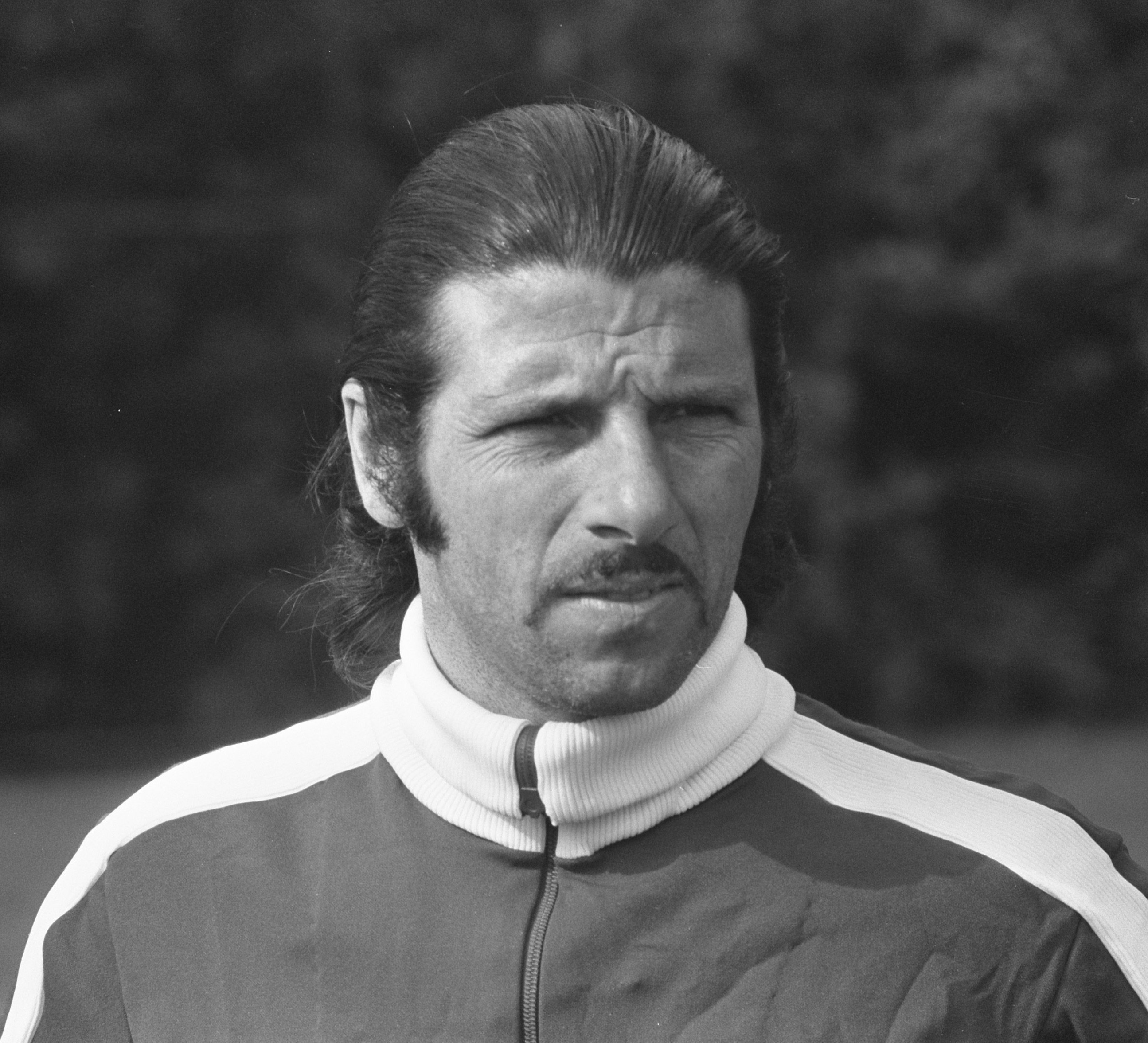
Роберто Феррейро

- Абаканович, Магдалена (86) — польская художница, скульптор[128].
- Бабенко, Андрей Максимович (73) — молдавский общественный деятель, исполнительный директор Славянского университета Молдавии (с 2001 года), отец генерального директора Бюро межэтнических отношений Молдавии Олега Бабенко[129].
- Билек, Александер (76) — чешский легкоатлет (спортивная ходьба), участник летних Олимпийских игр в Токио (1964)[130].
- Гудинг, Кьюба-старший (72) — американский соул-певец, солист группы The Main Ingredient, отец киноактёра Кьюбы Гудинга-младшего[131].
- Джей, Дики (77) — американский государственный деятель, член Палаты представителей Конгресса США от штата Арканзас (1993—2001)[132].
- Лифшиц, Нехама Юделевна (89) — советская и израильская певица (идиш)[133].
- Мейсон, Джермейн (34) — ямайский и британский прыгун в высоту, серебряный призёр летних Олимпийских игр в Пекине (2008); ДТП[134].
- Микитаев, Абдулах Касбулатович (74) — советский и российский химик, профессор, заслуженный деятель науки РСФСР, депутат Верховного Совета России (1990—1993)[135].
- Новоженов, Юрий Иванович (83) — советский и российский зоолог-энтомолог, генетик, социобиолог, доктор биологических наук, профессор[136].
- Олейник, Ян (96) — словацкий этнограф и публицист[137].
- Садардинов, Зуфар Садардинович (93) — советский производственный и государственный деятель, заместитель министра монтажных и специальных строительных работ СССР (1975—?), заслуженный строитель РСФСР, участник Великой Отечественной войны[138].
- Самойлов, Сергей Александрович (65) — советский и российский спортивный функционер и тренер, старший тренер паралимпийской сборной России по следж-хоккею (с 2009 года)[139].
- Свифт, Скитер (70) — американский профессиональный баскетболист, выступавший в Американской баскетбольной ассоциации[140].
- Фергюссон, Юэн (84) — британский дипломат, посол Великобритании во Франции (1987—1992)[141].
- Феррейро, Роберто (81) — аргентинский футболист и футбольный тренер, участник чемпионата мира 1966 года в составе сборной Аргентины[142].
- Хоган, Лоуренс (88) — американский государственный деятель, член Палаты представителей Конгресса США от штата Мэриленд (1969—1975)[143].
- Шпикалова, Тамара Яковлевна (?) — советский и российский искусствовед, профессор (о смерти стало известно в этот день)[144].

## 19 апреля

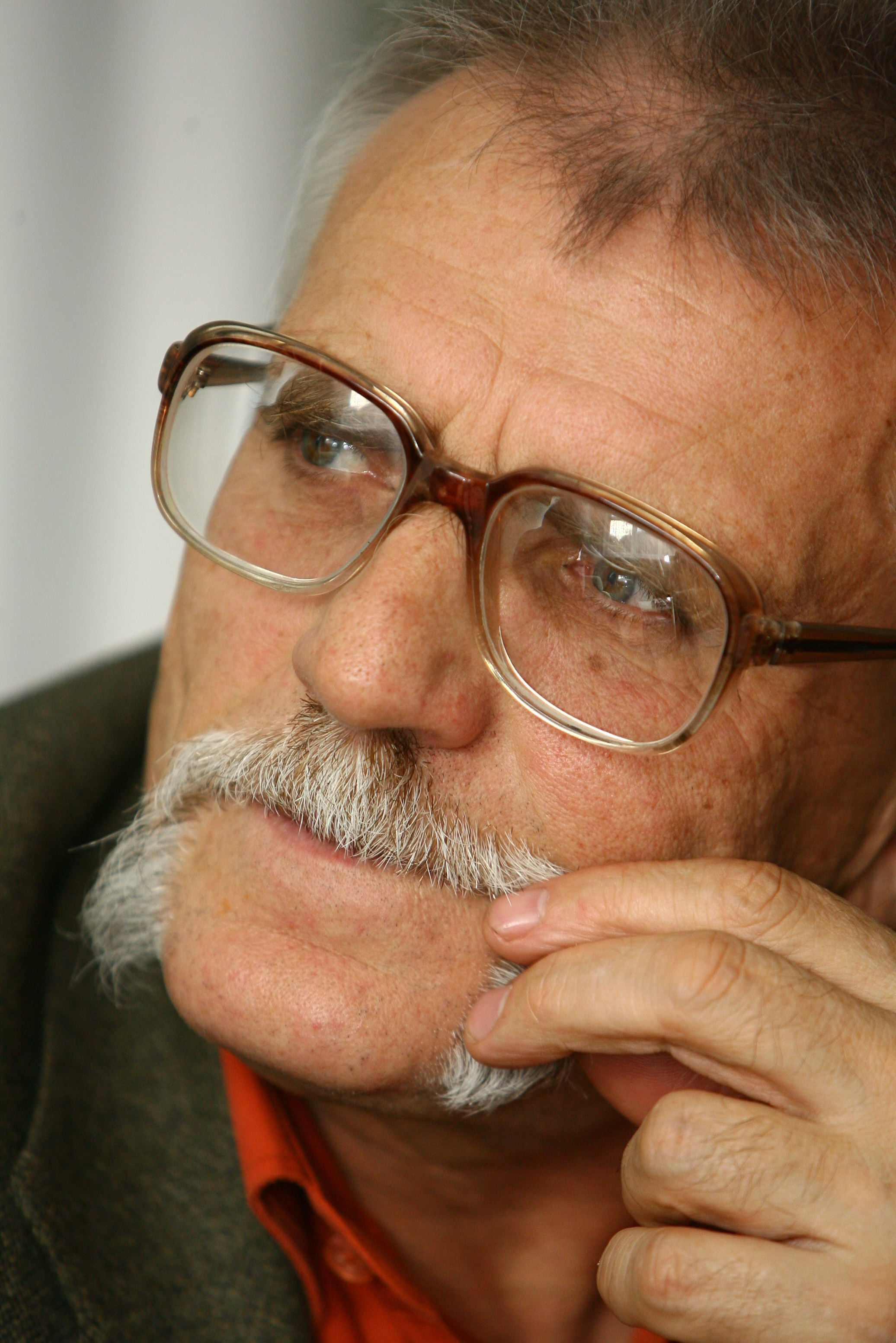
Анатолий Карась

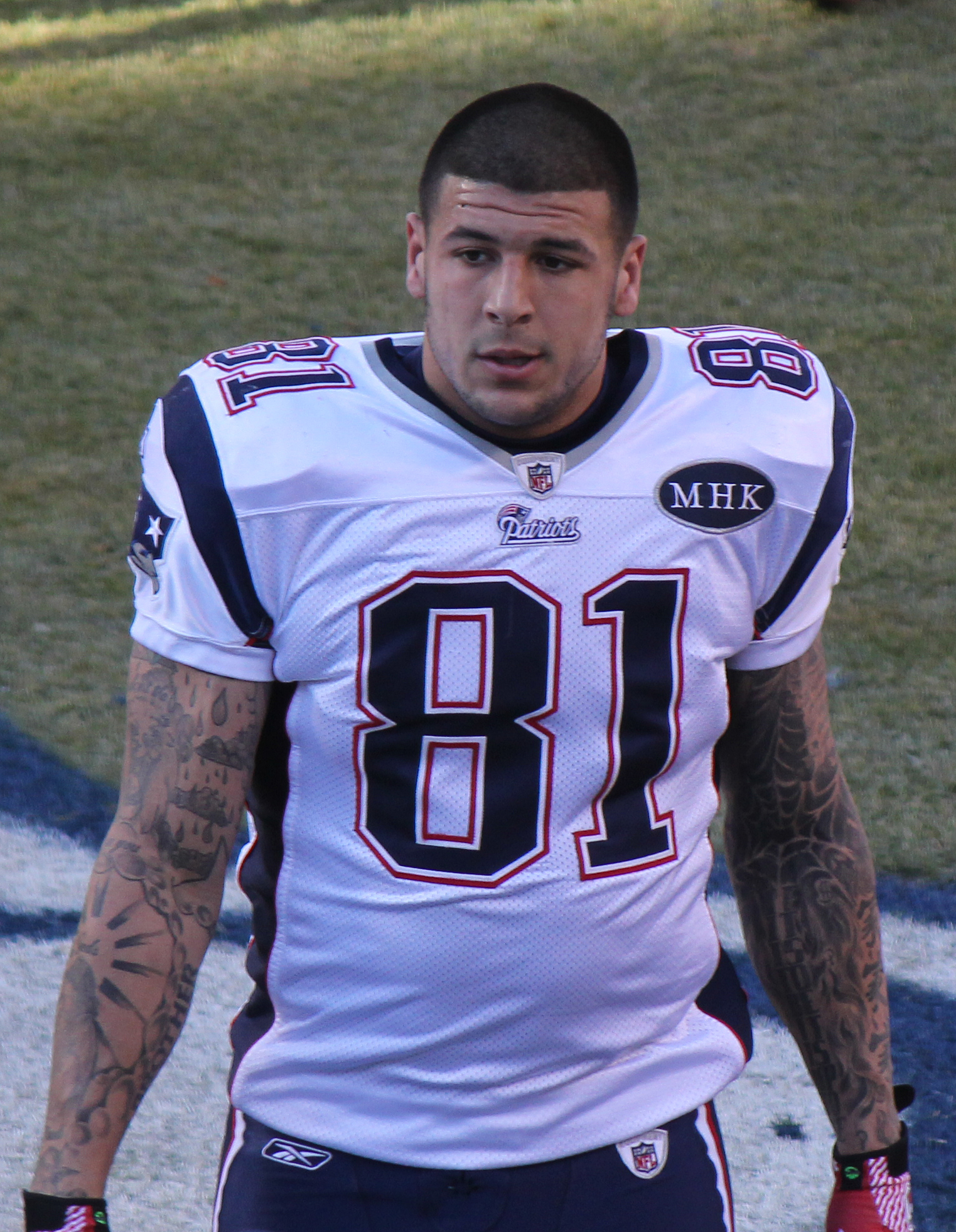
Арон Эрнандес

- Амарал, Неуза (86) — бразильская актриса[145].
- Андрущенко, Николай Степанович (73) — советский и российский физик, журналист, общественный деятель[146].
- Григоров, Михаил Стефанович (82) — советский и российский учёный в области гидромелиорации, академик РАН (2013; академик РАСХН с 1993), заслуженный деятель науки и техники Российской Федерации (1994)[147][148].
- Карась, Анатолий Андреевич (77) — советский и украинский киносценарист и журналист, лауреат Государственной премии Украины имени Тараса Шевченко (1993), заслуженный работник культуры УССР (1981)[149].
- Кобэснян, Владимир Виссарионович (81) — советский и молдавский актёр театра и кино, режиссёр, артист Кишинёвского национального театра им. М. Эминеску (с 1997 года), профессор[150].
- Ковриго, Вячеслав Павлович (88) — советский и российский агроном, ректор Ижевского сельскохозяйственного института (1964—1988)[151].
- Колосов, Валерий Сергеевич (76) — советский и российский театральный актёр, артист Архангельского театра драмы им. М. В. Ломоносова (с 1974 года), заслуженный артист Российской Федерации (1994)[152].
- Крючков, Василий Дмитриевич (89) — советский партийный деятель, секретарь ЦК КПУ (1984—1988), лауреат Государственной премии СССР [источник не указан 2996 дней].
- Попов, Радивой (Раша Попов) (83) — сербский писатель[153].
- Пыхин, Юрий Георгиевич (83) — советский моряк-подводник, гидронавт, Герой Советского Союза (1973)[154].
- Хохлов, Вячеслав Никанорович (76) — советский и украинский театральный актёр, артист Донецкого государственного академического музыкально-драматического театра (с 1995 года), заслуженный артист Украины (1994)[155].
- Эрнандес, Арон (27) — американский футболист («Нью-Ингленд Пэтриотс»); самоубийство[156].

## 18 апреля

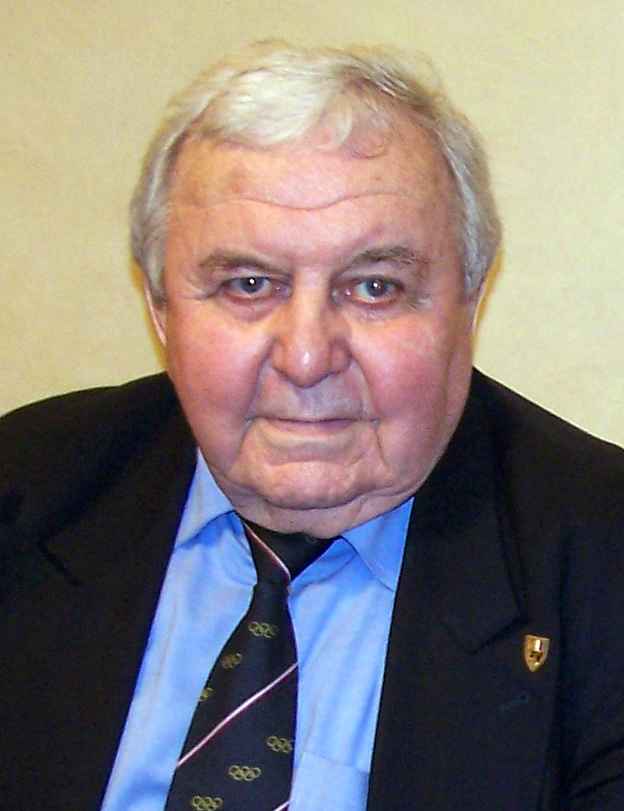
Густав Бубник

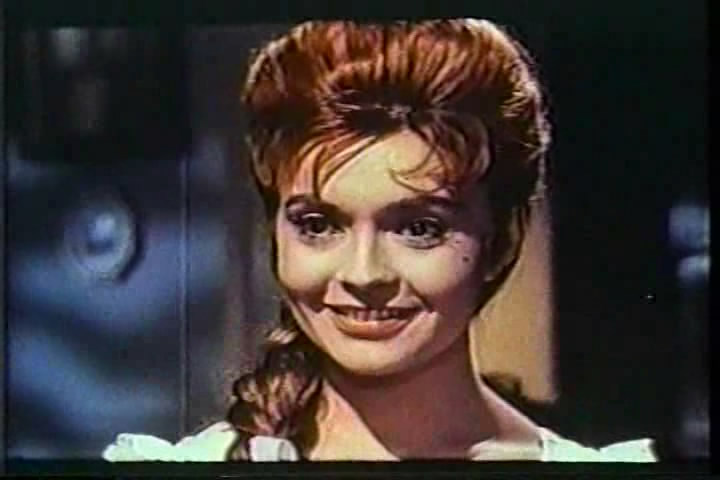
Ивонн Монлор

- Бубник, Густав (88) — чехословацкий хоккеист, серебряный призёр зимних Олимпийских игр в Санкт-Морице (1948)[157].
- Гельфанд, Борис Рувимович (74) — советский и российский анестезиолог, заведующий кафедрой анестезиологии и реаниматологии Российского национального исследовательского медицинского университета им. Н. И. Пирогова, академик РАН (2013; академик РАМН с 2011)[158].
- Глушенкова, Анна Ивановна (90) — советский и узбекистанский химик, академик Академии наук Республики Узбекистан (2000)[159].
- Де Карвальо, Алешандри (Канеко) (70) — бразильский футболист[160].
- Досталь, Франк (71) — немецкий поэт-песенник, автор текстов к песням группы Baccara[161].
- Красавин, Алексей Николаевич (60) — советский и российский художник (о смерти стало известно в этот день)[162].
- Лэнгфорд, Гордон (86) — британский композитор[163].
- Мария-Стефания (Зоя Ивановна Реутт) (71) — украинская целительница[164].
- Монлор, Ивонн (77) — французская актриса[165].
- Панксепп, Ян (73) — американский нейробиолог эстонского происхождения[166].
- Рафекас, Диего (46) — аргентинский актёр и режиссёр[167].
- Спинк, Джей Си (45) — американский кинопродюсер, один из основателей кинокомпании Benderspink[168].
- Хендрикс, Беркли (72) — американский художник[169].
- Чандлер, Дэвид (72) — американский химик[170].

## 17 апреля

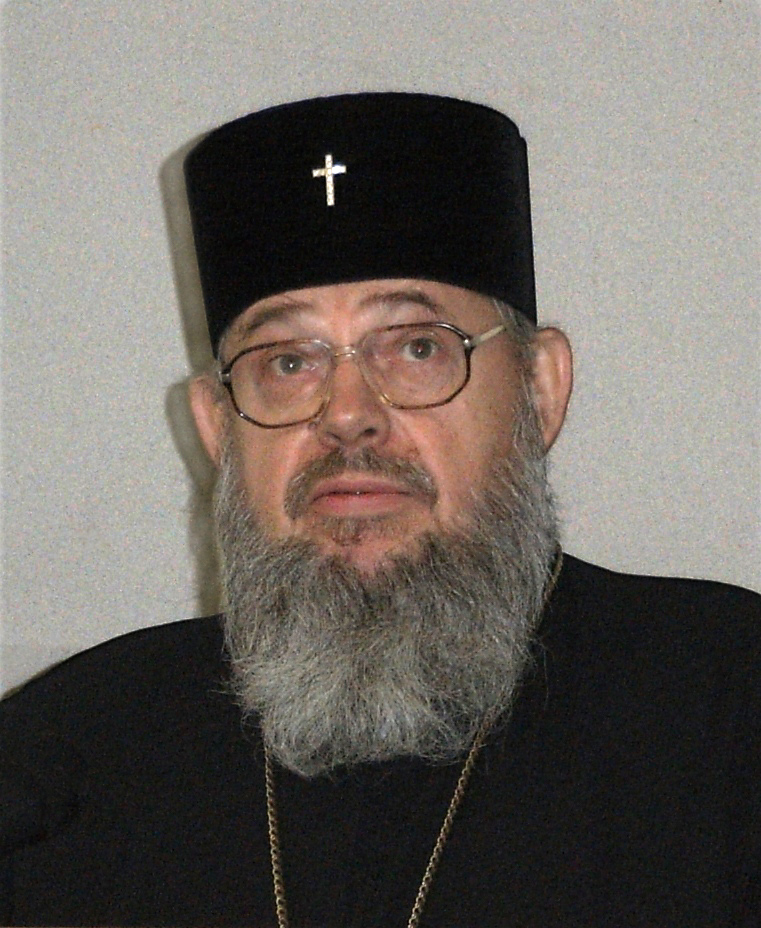
Иеремия (Анхимюк)

- Бурт, Александр Сергеевич (64) — российский спортсмен и тренер по лёгкой атлетике, заслуженный тренер Российской Федерации[171].
- Ванденбрук, Николь (70) — бельгийская велосипедистка, победительница чемпионата мира в Барселоне (1973)[172].
- Вок, Отман (92) — сингапурский государственный деятель, министр социальных дел (1963—1977)[173].
- Гандлер, Семён Львович (70) — советский, молдавский и американский бизнесмен и спортивный публицист, теоретик футбола[174].
- Иеремия (Анхимюк) (73) — епископ Польской православной церкви, архиепископ Вроцлавский и Щецинский (с 1983 года)[175].
- Краилин, Александр Викторович (65) — заместитель директора СВР России, генерал-полковник.
- Матис, Доусон (76) — американский государственный деятель, член Палаты представителей от шатта Джорджия (1971–1981)[176].
- Олофсон, Гудмар (81) — шведский и французский скульптор[177].
- Скэнлэн, Шон (68) — британский актёр[178].
- Фриу, Клод (85) — французский учёный-славист и переводчик русской литературы[179].

## 16 апреля

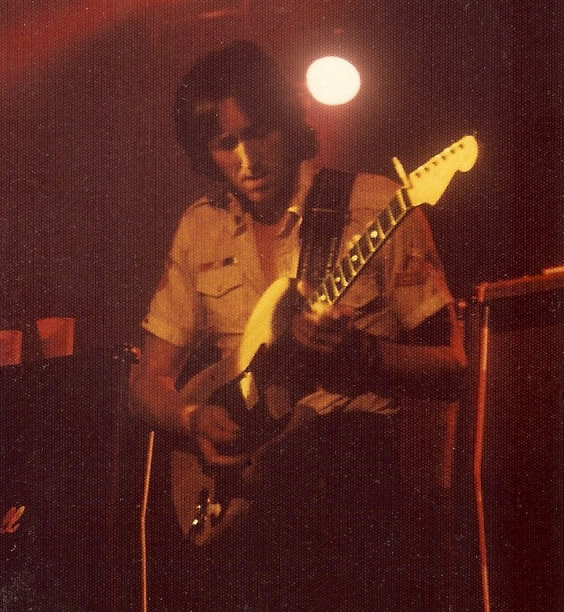
Аллан Холдсворт

- Баннов, Геннадий Ефимович (88) — советский и российский писатель[180].
- Богданов, Майкл (78) — британский театральный режиссёр[181].
- Вынар, Любомир Роман Иванович (85) — американский и украинский историк, профессор, главный редактор журнала «Украинский историк»[182].
- Голиков, Игорь Петрович (78) — советский и российский музыкант, художественный руководитель Оренбургского русского народного хора и Оренбургской государственной филармонии (1983—2013), заслуженный работник культуры РСФСР (1979)[183].
- Долинина, Анна Аркадьевна (94) — советский и российский востоковед-арабист, литературовед, переводчик, доктор филологических наук (1976)[184].
- Курилов, Виктор Денисович (67) — советский и российский баскетболист и тренер по баскетболу[185].
- Ландини, Спартако (73) — итальянский футболист, защитник «Интера», «Палермо», «Наполи» и сборной Италии[186].
- Петров-Гладкий, Владимир Николаевич (69) — советский и российский художник[187].
- Холдсворт, Аллан (70) — британский рок-гитарист (Soft Machine)[188].

## 15 апреля

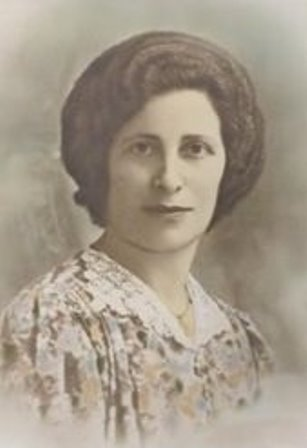
Эмма Морано

- Ахломов, Виктор Васильевич (79) — советский и российский фотожурналист, корреспондент газеты «Известия» (с 1960 года), заслуженный работник культуры РСФСР (1967)[189].
- Джеймс, Клифтон (96) — американский актёр[190].
- Карнейру, Алберту (79) — португальский скульптор[191].
- Лорестани, Ареф (45) — иранский актёр[192].
- Мой, Сильвия (78) — американский автор песен[193].
- Морано, Эмма (117) — итальянская долгожительница, старейший житель Земли[194].
- Мотовилова, Наталия Георгиевна (77) — советский и российский скульптор, дочь скульптора Георгия Мотовилова[195].
- Овчинников, Александр Иванович (79) — советский военачальник, первый заместитель начальника Главного военно-политического управления Вооружённых Сил СССР (1990—1991), генерал-полковник в отставке[196].
- Райфел, Леонард (89) — американский физик, лауреат премии Пибоди[197].
- Сильва, Граса (49) — мозамбикская актриса; остановка сердца[198].
- Халимов, Гулмурод Салимович (41) — бывший таджикский военный деятель, полковник, военный руководитель ИГ (с 2016) (о смерти стало известно в этот день)[199].
- Холт, Мэтт (39) — американский певец, вокалист ню-метал группы Nothingface [200].
- Энрикес, Амилькар (33) — панамский футболист, игрок сборной Панамы; убит[201].

## 14 апреля

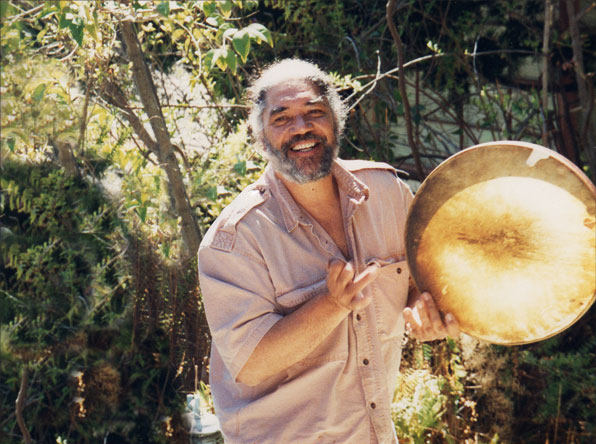
Брюс Лангхорн

- Арчвадзе, Жаннета (86) — советская и грузинская телеведущая, народная артистка Грузинской ССР[202].
- Дылбоков, Сава (96) — болгарский партийный и государственный деятель, секретарь ЦК Болгарской Коммунистической партии (1972—1976)[203].
- Зупанчич, Ива (86) — словенская актриса[204].
- Лангхорн, Брюс (78) — американский музыкант[205].
- Ной, Хайн-Дирек (73) — немецкий легкоатлет (метание диска), участник летних Олимпийских игр в Мехико (1968), Мюнхене (1972) и Монреале (1976)[130].
- Оглоблин, Александр (90) — польский легкоатлет русского происхождения и спортивный функционер[206].
- Паращук, Владимир Николаевич (65) — советский и российский тренер по лёгкой атлетике, заслуженный работник физической культуры Российской Федерации (2005), муж легкоатлетки Ирины Приваловой[207].
- Потапов, Виктор Николаевич (68) — советский и российский учёный в области физического воспитания и спорта, проректор Тюменского государственного университета (1999—2013), заслуженный работник физической культуры Российской Федерации (1995)[208].
- Саксена, Гириш Чандра (89) — индийский государственный деятель, губернатор штата Джамму и Кашмир (1990—1993, 1998—2003), глава внешней разведки Индии (1983—1986)[209].
- Юнг, Манфред (76) — немецкий оперный певец[210].

## 13 апреля

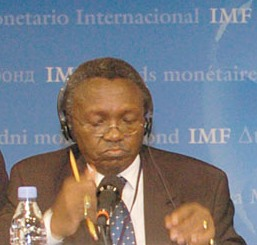
Давид Мвирариа

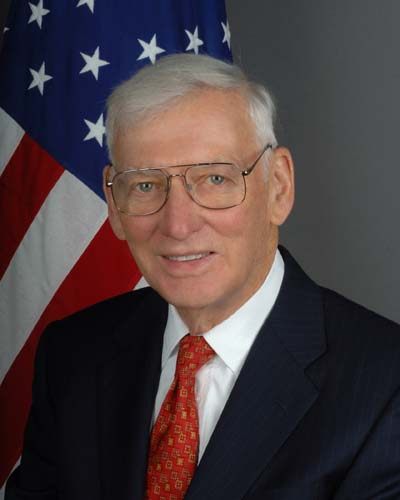
Дан Руни

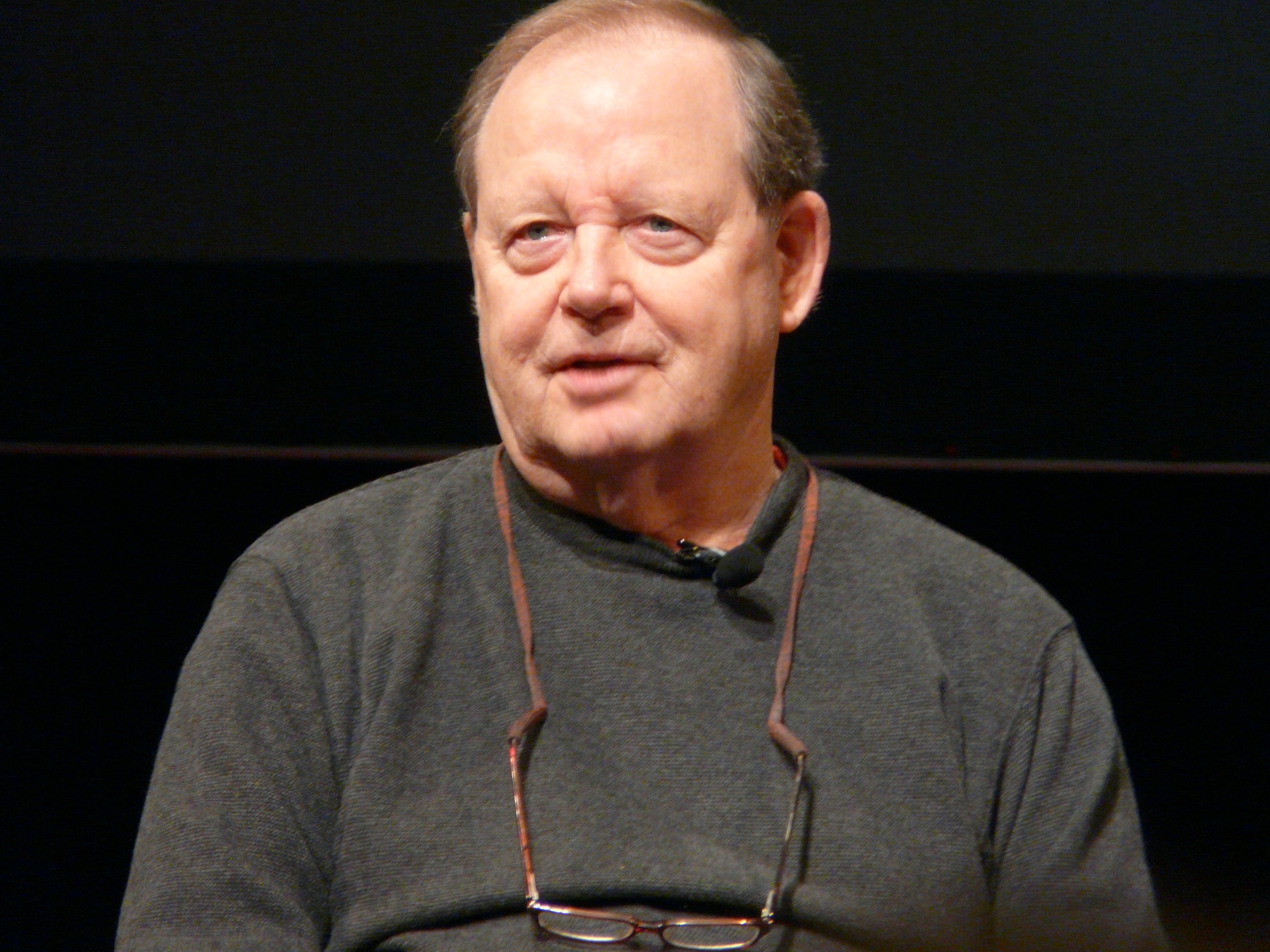
Роберт Тейлор

- Алексеев, Юрий Георгиевич (90) — советский и российский историк, доктор исторических наук, профессор Санкт-Петербургского университета[211].
- Бохан, Юрий Николаевич (51) — белорусский историк, доктор исторических наук[212].
- Бродянский, Давид Лазаревич (90) — советский и российский археолог, специалист по первобытной археологии юга Дальнего Востока[213].
- Бугровский, Сергей Анатольевич (54) — российский художник[214].
- Вену, Мунши (63) — индийский киноактёр; почечная недостаточность[215].
- Гюль-Ахмедов, Али Инаятович (94) — азербайджанский архитектор[216].
- Дооткулов, Азат (54) — киргизский композитор[217].
- Жидак, Томислав (64) — югославский и хорватский спортивный журналист[218].
- Знатков, Вячеслав Кузьмич (80) — советский и российский художник[219].
- Класс, Хосе Мигель (78) — пуэрто-риканский певец[220].
- Койн, Том (62) — американский музыкальный мастеринг-инженер, многократный лауреат и номинант премии «Грэмми» (о смерти объявлено в этот день)[221].
- Коноплёв, Григорий Георгиевич (91) — советский организатор сельскохозяйственного производства, председатель колхоза имени Кирова Харабалинского района Астраханской области (1961—1978), Герой Социалистического Труда (1973)[222].
- Мвирариа, Давид (78) — кенийский государственный деятель, министр финансов (2003—2006), министр охраны окружающей среды и природных ресурсов[223].
- Оводов, Олег Борисович (75) — советский и российский конник, четырёхкратный чемпион СССР, главный тренер сборной СССР по конному спорту, спортивный арбитр, заслуженный тренер РСФСР[224].
- Ранка, Индулис (82) — латвийский скульптор[225].
- Руни, Дан (84) — американский спортивный менеджер и дипломат, президент клуба «Питтсбург Стилерз» (1975—2002), посол США в Ирландии (2009—2012)[226].
- Рчеулишвили, Вахтанг Шалвович (63) — грузинский политический деятель и бизнесмен, вице-спикер парламента Грузии (1992—1995, 1999—2003)[227].
- Свечников, Сергей Васильевич (90) — советский и украинский физик, академик НАН Украины (1994; академик АН УССР с 1988)[228].
- Тейлор, Роберт (85) — американский учёный в области информационных технологий, пионер Интернета, лауреат Национальной медали США в области технологий и инноваций (1999) и премии Дрейпера (2004)[229].

## 12 апреля

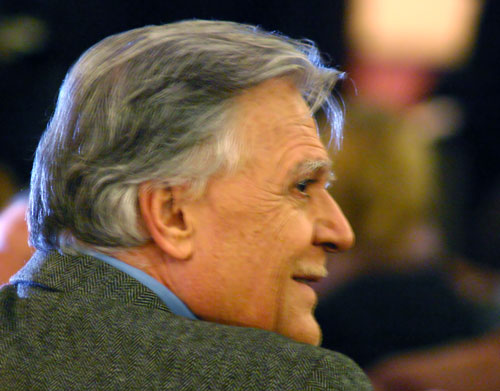
Михаэль Балльхаус

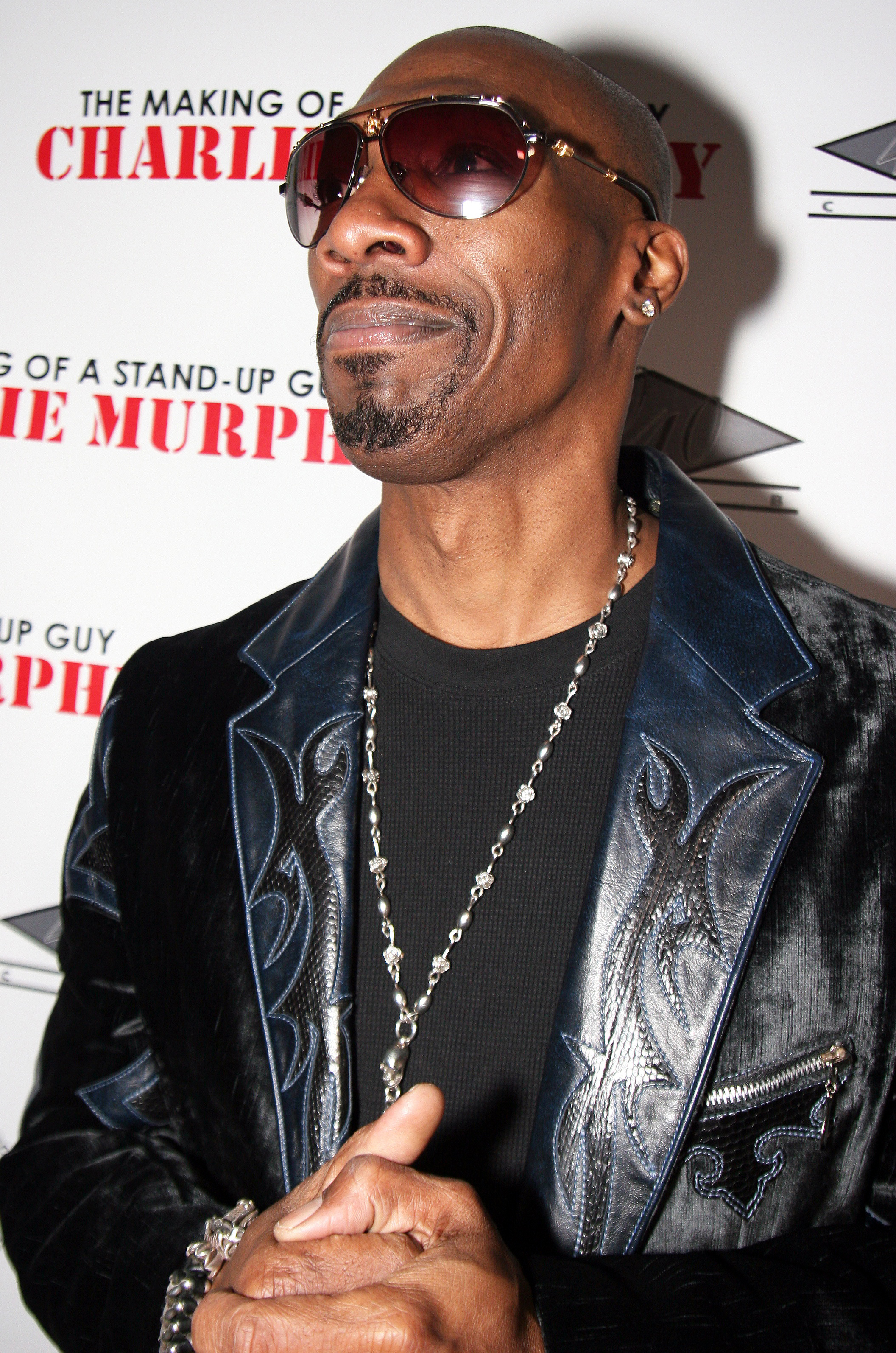
Чарльз Мерфи

- Балльхаус, Михаэль (81) — немецкий кинооператор[230].
- Бернабе, Джин (75) — французский писатель[231].
- Баник, Теодор (87) — словацкий художник-керамист[232].
- Бахнарова, Зора (92) — чехословацкая телеведущая и телережиссёр[233].
- Вайнио, Мика (53) — финский музыкант (Pan Sonic)[234].
- Ватари, Сугиитиро (92) — японский предприниматель, президент корпорации Toshiba (1986—1987)[235].
- Касселло, Кэтлин (58) — американская оперная певица[236].
- Кикинёв, Василий Матвеевич (87) — советский украинский художник-живописец.
- Киселёв, Владимир Иванович (82) — советский и российский дипломат, Чрезвычайный и Полномочный Посол СССР и Российской Федерации в Боливии (1991—1995)[237].
- Койн, Том (62) — американский музыкальный мастеринг-инженер. Лауреат премии Грэмми и других наград[221].
- Костюк, Аскольд Глебович (92) —  советский и российский механик и учёный-теплоэнергетик, доктор технических наук, профессор[238].
- Мацумото, Тосио (85) — японский режиссёр[239].
- Медведев, Николай Леонидович (66) — советский и российский спортсмен и тренер по самбо, заслуженный тренер СССР[240].
- Мерфи, Чарльз (57) — американский актёр и сценарист, брат Эдди Мерфи; лейкоз[241].
- Мустафаев, Буритош Мустафаевич (68) — советский и узбекский юрист и государственный деятель, генеральный прокурор (1990—1998), министр юстиции (2005—2006), председатель Верховного суда Республики Узбекистан (2006—2014), заслуженный юрист Республики Узбекистан[242].
- Ричардс, Кени (60) — американский музыкант, ударник группы Autograph (1983—1988)[243].
- Рубанов, Пётр Акимович (96) — участник Великой Отечественной войны, военный лётчик, Герой Советского Союза (1945)[244].
- Эспиноса, Анхель (50) — кубинский боксёр средних весовых категорий, победитель чемпионата мира по боксу в Рино (1986)[245].
- Эфрони, Иегуда (86) — израильский актёр[246].

## 11 апреля

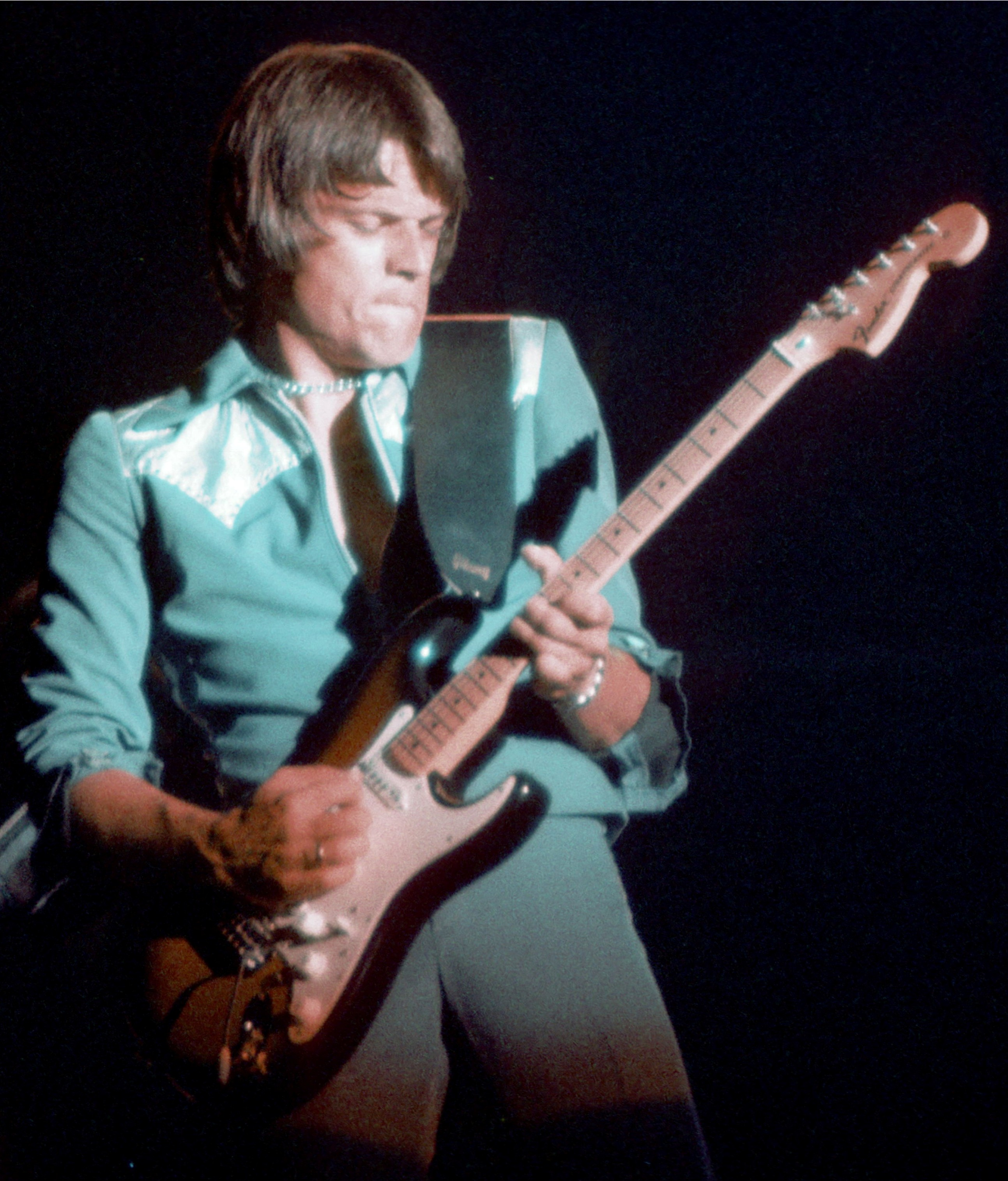
Джон Джейлс

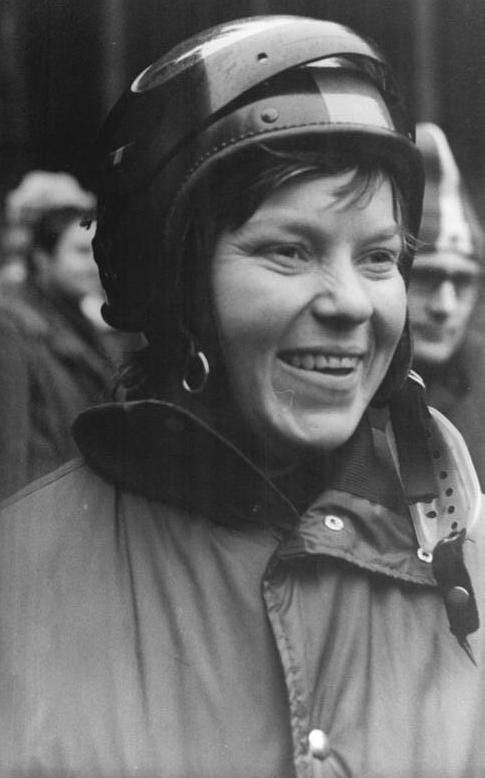
Маргит Шуман

- Алатуров, Семён Семёнович (78) — советский передовик сельскохозяйственного производства, механизатор совхоза «Свободный» Камышнинского района Кустанайской области, Казахская ССР. Герой Социалистического Труда (1982) [ok.ru/video/255516281565].
- Аношина, Вера Степановна (81) — советская и российская певица, солистка Пензенской государственной филармонии (с 1965 года), заслуженная артистка РСФСР (1984)[247].
- Белоусов, Юрий Борисович (74) — советский и российский фармаколог, заведующий кафедрой клинической фармакологии Российского национального исследовательского медицинского университета им. Н. И. Пирогова (1984—2016), член-корреспондент РАН (2014)[248].
- Гудкоп, Макс (88) — нидерландский футболист, крайний нападающий клубов «Аякс» (1953—1956) и «Де Волевейккерс» (1956—1959)[249].
- Гейлс, Джон (71) — американский гитарист
- Коневский, Анатолий Георгиевич (96) — советский и российский хирург, профессор, участник Великой Отечественной войны[250].
- Первицкий, Владимир Яковлевич (89) — советский механизатор-кукурузовод, Герой Социалистического Труда (1961)[251].
- Полудняков, Владимир Иванович (77) — советский и российский юрист и писатель, председатель Ленинградского городского суда (1981—2003), профессор[252].
- Сабо, Эрик Владимирович (83) — советский и российский автодизайнер[253].
- Смит, Тоби (46) — британский музыкант, клавишник и автор песен группы Jamiroquai (1992—2002)[254].
- Уэйнберг, Марк (71) — канадский вирусолог, сооткрыватель ламивудина[255].
- Шульжицкий, Николай Алексеевич (81) — советский мотогонщик, основатель Владивостокского музея автомотостарины[256].
- Шуман, Маргит (64) — немецкая саночница, чемпионка зимних Олимпийских игр в Инсбруке (1976)[257].

## 10 апреля

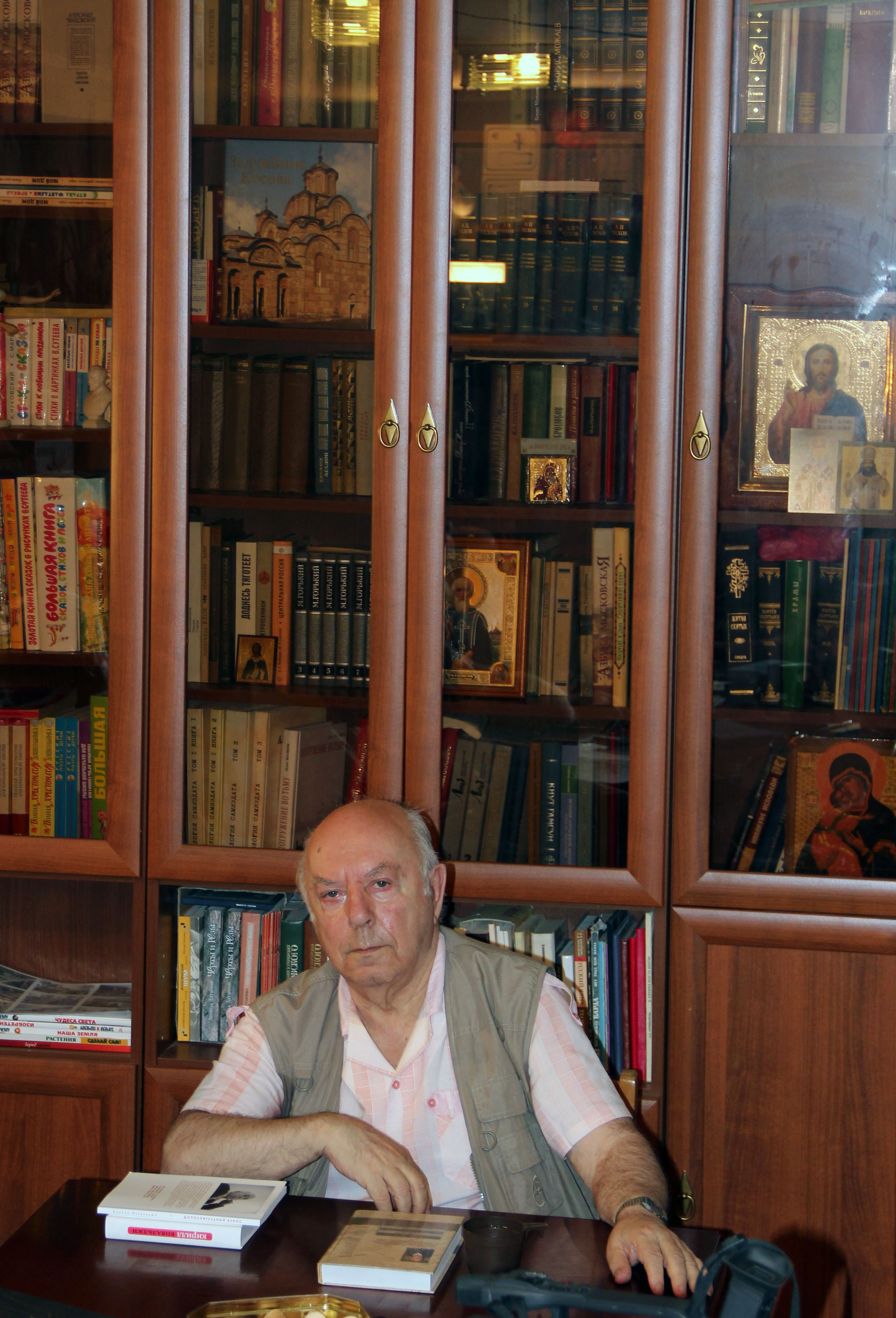
Кирилл Ковальджи

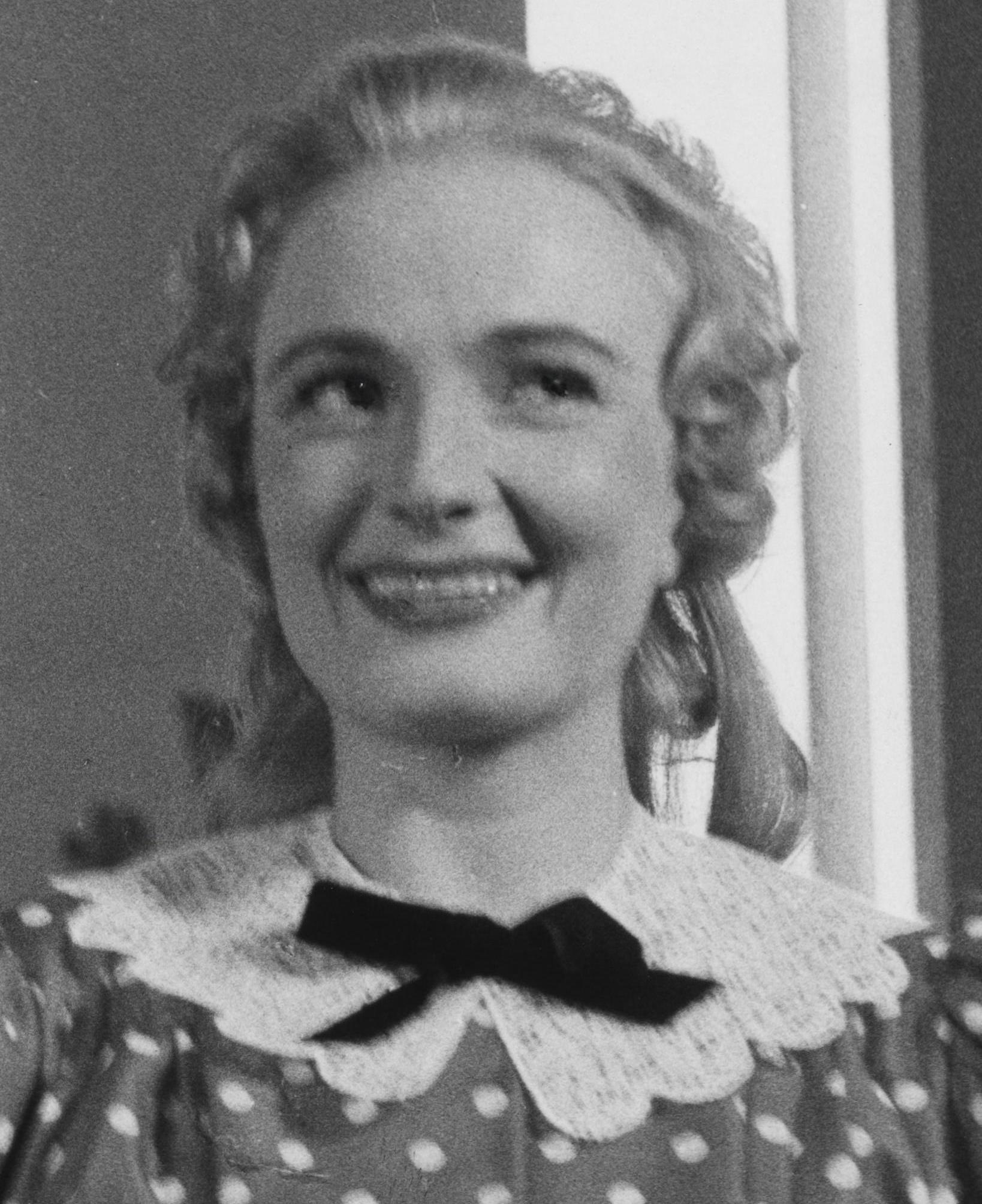
Баб Кристенсен

- Анджел, Дэвид (62) — британский скрипач[258].
- Берикашвили, Гиви Захарьевич (82) — советский и грузинский актёр театра и кино, народный артист Грузинской ССР (1979)[259].
- Золоев, Олег Олегович (70) — украинский эстрадный певец[260].
- Клингберг, Ойвин (73) — норвежский пианист и актёр[261].
- Ковалёв, Александр Иванович (82) — советский и российский художник[262].
- Ковальджи, Кирилл Владимирович (87) — русский писатель, поэт, переводчик[263].
- Кристенсен, Баб (89) — норвежская актриса[264].
- Куленович, Вук (71) — югославский и сербский композитор и педагог, сын поэта Скендера Куленовича[265].
- Матвеев, Владимир Гаврилович (77) — советский и российский актёр, артист Амурского театра драмы (с 1978 года), народный артист Российской Федерации (1994)[266].
- Матюха, Иван Федотович (78) — советский и российский овцевод, Герой Социалистического Труда (1966)[267].
- Мельников, Геннадий Васильевич (86) — советский и российский инженер, генеральный директор компании «Дальсвязь» (1994—2002), почётный гражданин Владивостока[268].
- Меньшиков, Виталий Иванович (75) — советский и российский путешественник, основатель природного парка «Налычево» на Камчатке[269].
- Рива, Карло (95) — итальянский бизнесмен, основатель бренда Riva по изготовлению плавательных лодок и яхт[270].
- Салганик, Рудольф Иосифович (93) — советский, российский и американский биохимик, академик РАН (1992)[271].
- Становчич, Воислав (87) — сербский политолог, академик Сербской академии наук и искусств, профессор[272].
- Томас, Баннер (63) — американский бас-гитарист (Molly Hatchet) (1978—1981)[273].
- Филиппов, Сергей Владимирович (54) — украинский и российский театральный деятель, директор Государственного академического музыкального театра Республики Крым (с 2015 года)[274].
- Хакана, Иван Фёдорович (70) — советский и российский актёр театра и кино, артист Национального театра Республики Карелия (1971—2006)[275].
- Хопкинс, Линда (92) — американская актриса и певица[276].

## 9 апреля

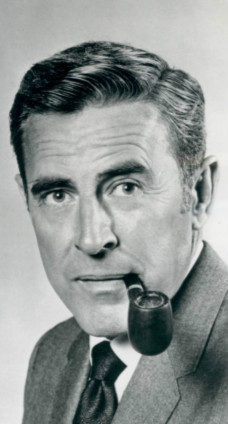
Питер Хансен

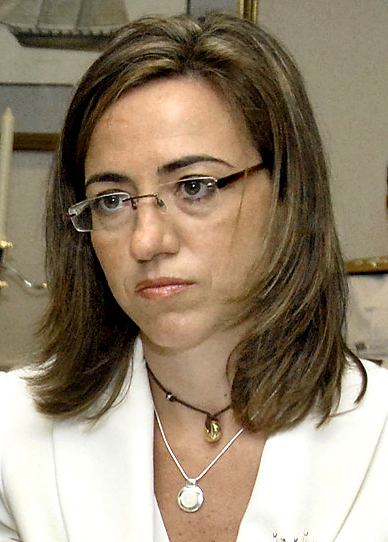
Карме Чакон

- Вуттон, Боб (75) — американский гитарист[277].
- Гриб, Виктор Николаевич (56) — российский организатор производства и государственный деятель, генеральный директор Калужского научно-исследовательского радиотехнического института (2012—2016), председатель Законодательного собрания Калужской области (с 2016 года); сердечный приступ[278].
- Ильин, Геннадий Эрнестович (55) — советский и российский актёр театра и кино, телеведущий[279].
- Ким Ён-э (65) — южнокорейская актриса[280].
- Коттиш, Дитер (73) — германский боксёр, чемпион летних Олимпийских игр в Мюнхене (1972)[281].
- Манжуев, Геннадий Николаевич (68) — советский и российский борец вольного стиля и писатель, чемпион РСФСР (1977), мастер спорта международного класса[282].
- Маргарита Исабель (75) — мексиканская актриса, трёхкратный лауреат премии «Ариэль» (1992, 1995, 1996)[283].
- Орнест, Иржи (70) — чешский актёр театра и кино, режиссёр[284].
- Перимони, Жан (86) — французский актёр[285].
- Робинсон, Стэн (80) — британский джазовый певец[286].
- Сатерленд, Билл (82) — канадский хоккеист («Филадельфия Флайерз»)[287].
- Скваротти, Джорджо Барбьери (87) — итальянский поэт, философ и литературный критик[288].
- Хансен, Питер (95) — американский актёр[289].
- Хаски, Гарри (101) — американский математик, один из создателей ЭНИАКа.
- Хендерсон, Алан (72) — ирландский гитарист[290].
- Чакон, Карме (46) — испанский государственный деятель, министр обороны (2008—2011); врождённый порок сердца[291].
- Ширин, Джон (72) — американский актёр[292].

## 8 апреля

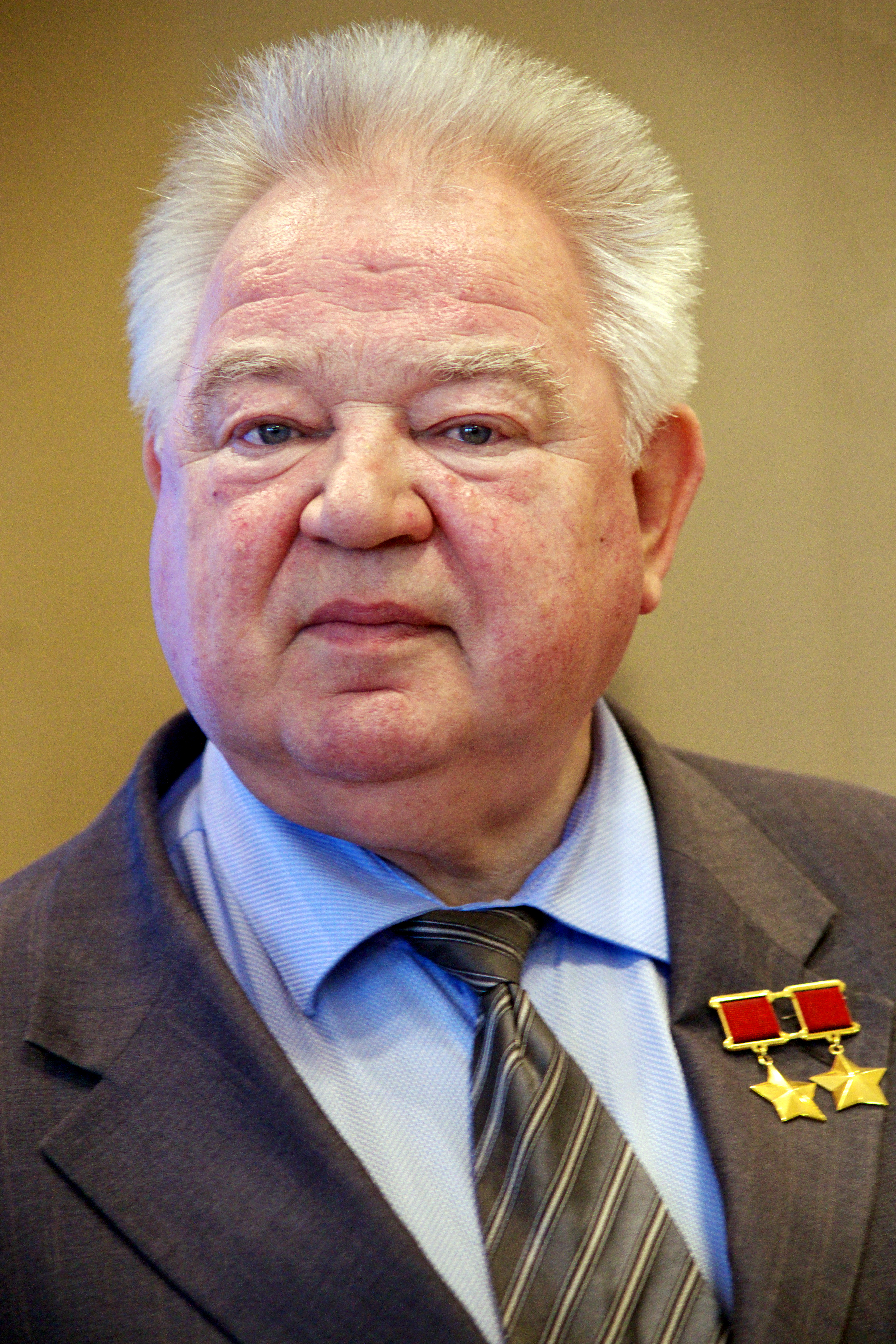
Георгий Гречко

- Аплман-Джурмамн, Алишия (86) — израильская и американская писательница[293].
- Волохонский, Анри Гиршевич (81) — русский поэт[294].
- Гречко, Георгий Михайлович (85) — советский космонавт, дважды Герой Советского Союза (1975, 1978), Герой ЧССР (1978), лётчик-космонавт СССР (1975); сердечная недостаточность[295].
- Дорош, Владимир Семёнович (отец Владимир) (85) — деятель Русской православной церкви, протоиерей, настоятель Успенского (Михаило-Архангельского) собора Орла (с 1989 года)[296].
- Пак Нам Ок (94) — корейская кинорежиссёр, актриса и сценарист, считается первой кореянкой, снявшей отечественный фильм в своей стране.
- Орланди-Маласпина, Рита (79) — итальянская оперная певица[297].
- Петров Анатолий Михайлович (62) — советский и российский актёр театра и кино, артист Московского драматического театра «Апарте» и Московского театра «МЕЛ» (с 2012 года)[298].
- Плейнфилд, Ким (63) — американский джазовый ударник[299].
- Фиалковский, Губерт (78) — польский футболист и тренер[300].

## 7 апреля

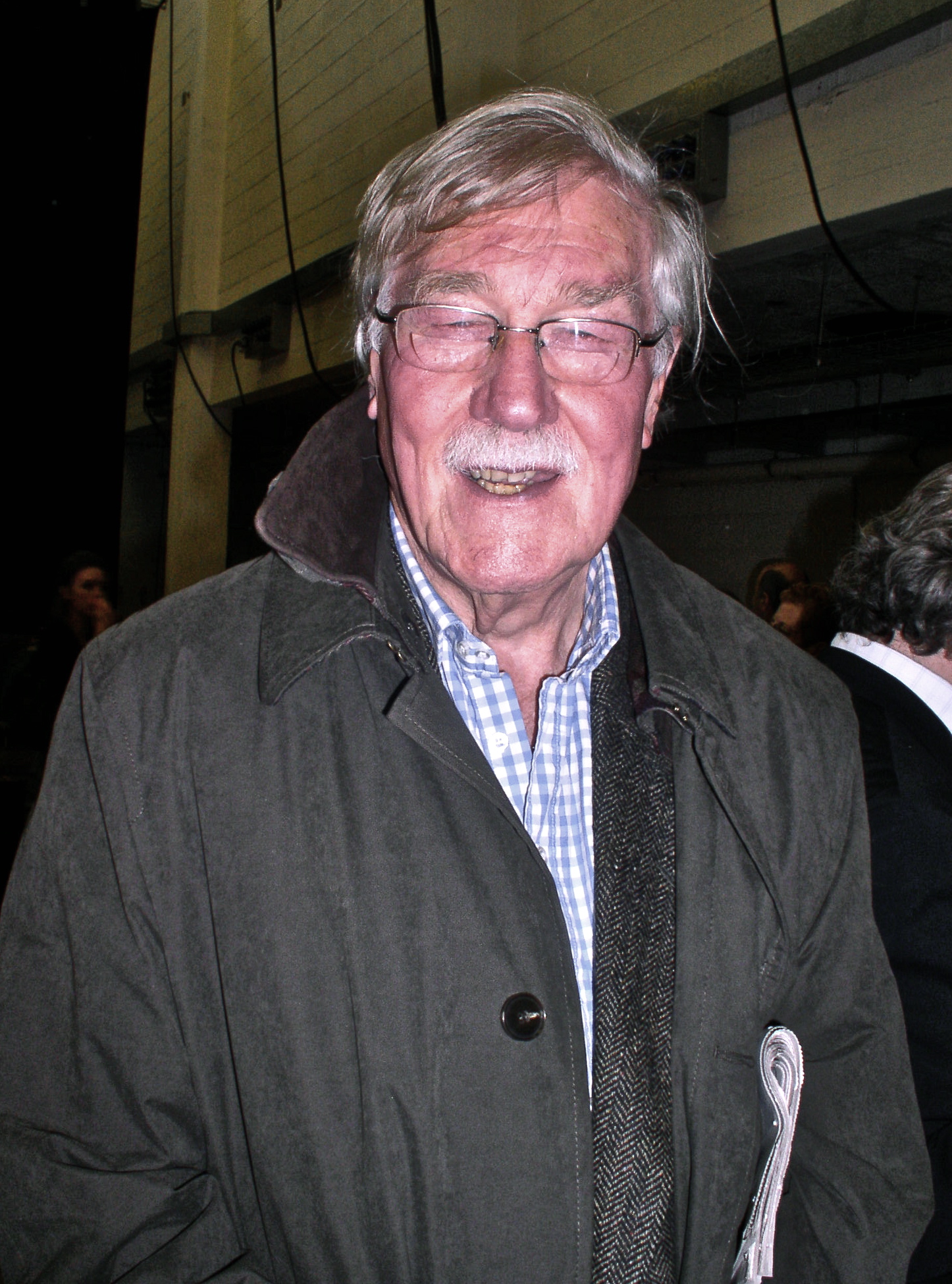
Кристофер Морахэн

- Башич, Релья (87) — хорватский театральный актёр[301].
- Видерберг, Франс (82) — норвежский художник[302].
- Гарсиа Бустос, Артуро (90) — мексиканский график и живописец[303].
- Литвин, Василий Степанович (75) — советский и украинский исполнитель на народных инструментах, народный артист Украины, председатель Союза кобзарей Украины, лауреат Республиканской премии имени Нечуя-Левицкого[304].
- Мак-Киссек, Патришия (72) — американская детская писательница[305].
- Морахэн, Кристофер (87) — британский режиссёр[306].
- Мэри Кэтрин Мамфорд (76) — 15-я леди Харриес из Терреглса (с 2014)[307].
- Новиков, Николай Васильевич (84) — советский и украинский учёный в области механики и материаловедения, академик НАНУ (1994; академик АН УССР с 1985)[308].
- Огородов, Михаил Михайлович (58) — советский и российский композитор, певец, мультиинструменталист[309].
- Пейн, Крейг (55) — американский боксёр[310].
- Пиготт-Смит, Тим (70) — английский актёр кино и телевидения[306].
- Спир, Бен (86) — американский певец и музыкант[311].
- Фроло, Антон (82) — словацкий гандболист[312].

## 6 апреля

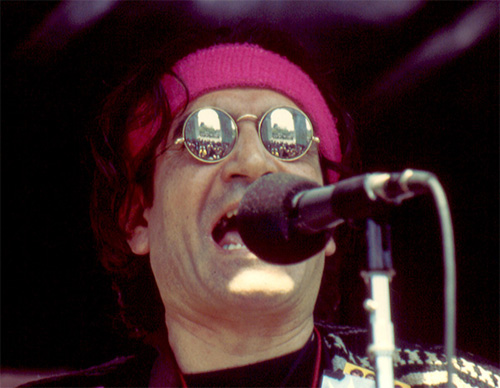
Дэвид Пил

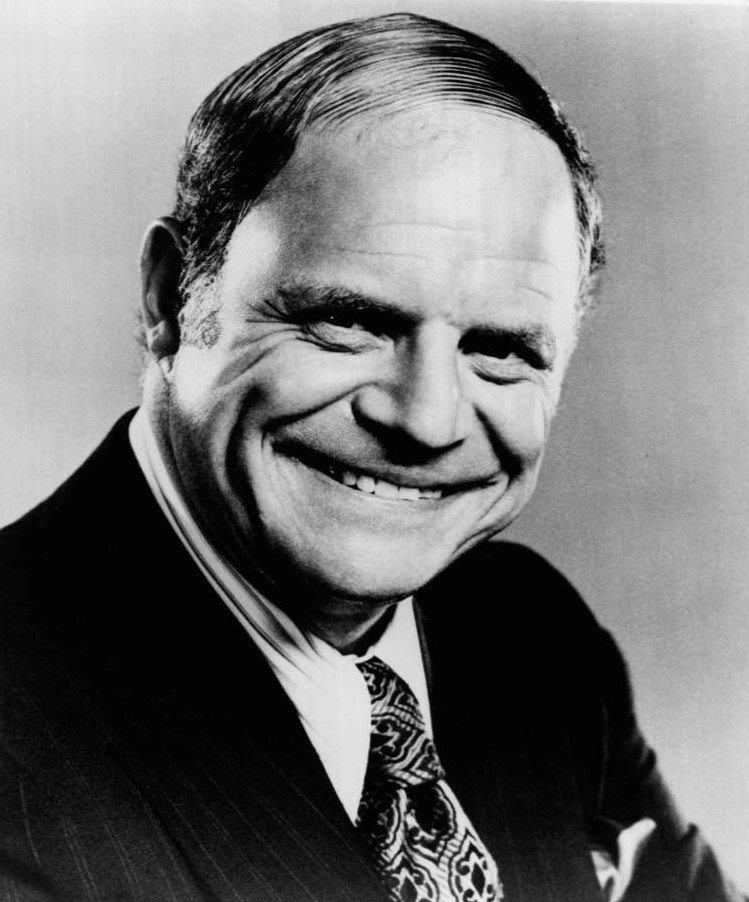
Дон Риклс

- Ветулани, Ежи (81) — польский биолог[313].
- Гавелкова, Либуше (92) — чешская актриса, вдова композитора Сватоплука Гавелки, мать актёра, режиссёра и певца Ондржея Гавелки[314].
- Гаррос, Александр Петрович (41) — российский писатель и журналист, муж Анны Старобинец[315].
- Гатти, Арман (93) — французский журналист, поэт, драматург[316].
- Енчева, Пенка (90) — болгарская балерина, солистка балета Софийского театра оперы и балета[317].
- Пил, Дэвид (74) — американский певец и музыкант[318].
- Медейрос, Бона (86) — бразильский государственный деятель, губернатор Пиауи (1986—1987)[319].
- Пиното, Жак (93) — французский кинорежиссёр и сценарист («Счастливчики»)[320].
- Риклс, Дон (90) — американский сатирик и актёр[321].
- Саварин, Пётр Михайлович (90) — канадский писатель, юрист и политический деятель украинского происхождения[322].
- Саген, Рольф (76) — норвежский писатель[323].
- Уланов, Юрий Иванович (69) — советский и российский кинооператор[324].
- Устинов, Александр Викторович (53) — российский актёр[325].
- Цыбенко, Павел Владимирович (36)[значимость?] — украинский футболист[326].

## 5 апреля

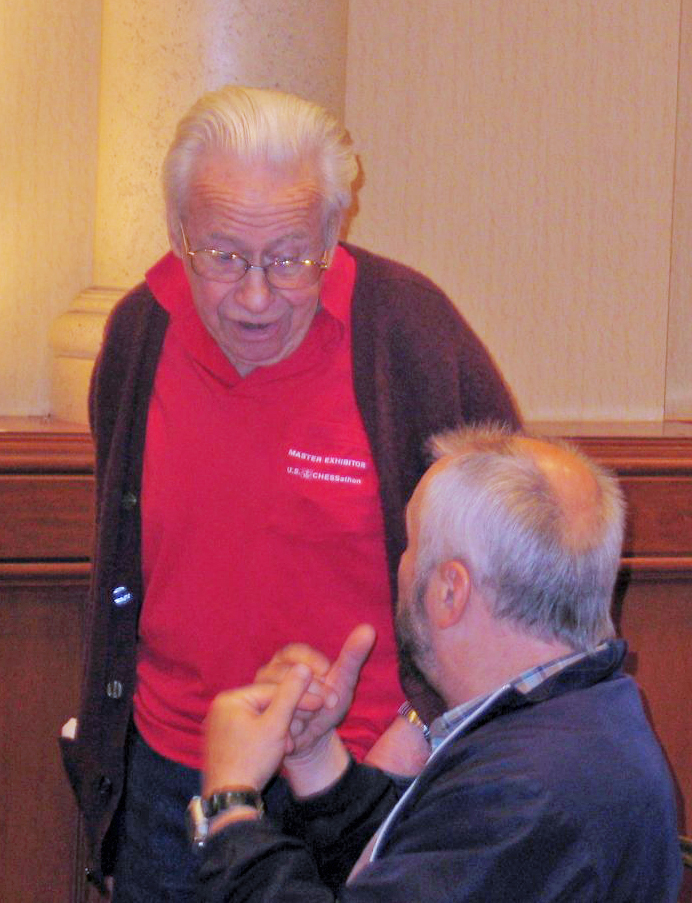
Артур Бисгайер

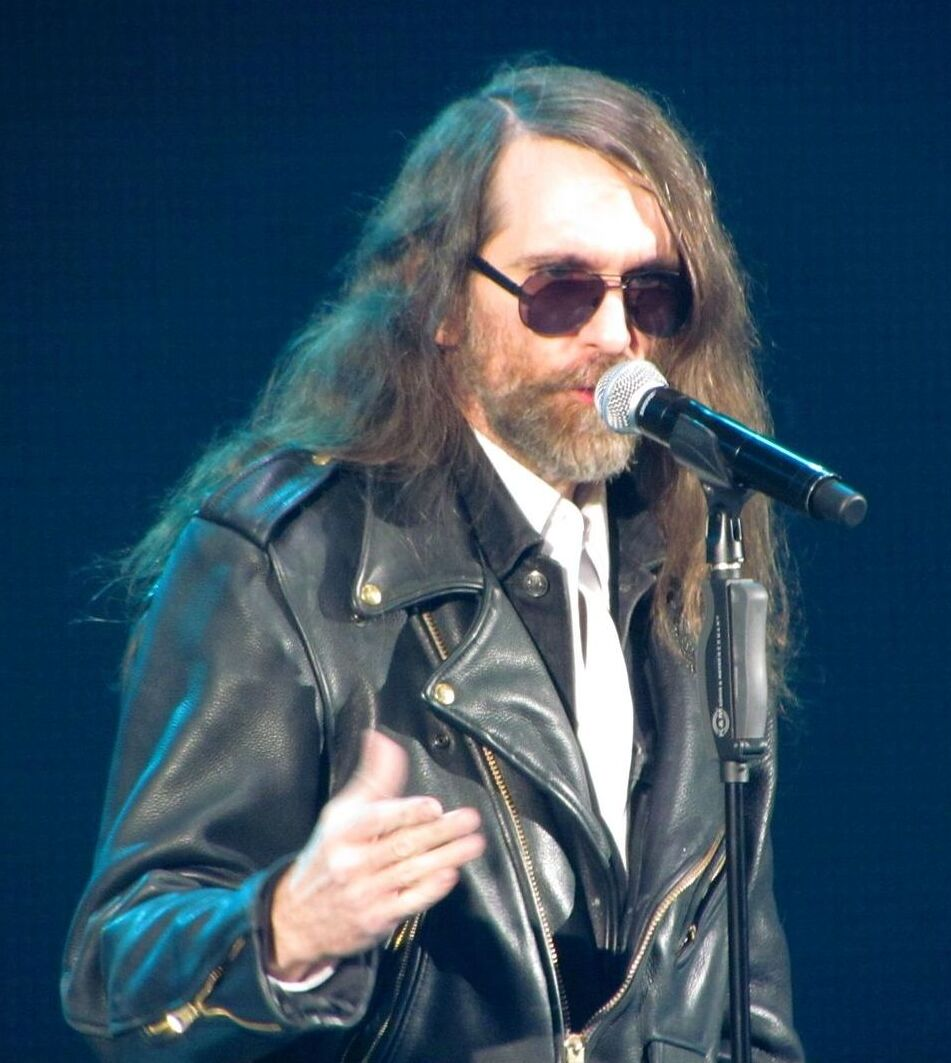
Пол О’Нил

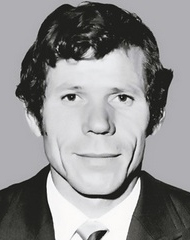
Атанасие Счотник

- Бисгайер, Артур (87) — американский шахматист, гроссмейстер (1957)[327].
- Браун, Челси (69) — американская актриса[328].
- Быстрицкий, Валериан (80) — словацкий историк и публицист[329].
- Горячев, Александр (59) — советский и российский музыкант, гитарист[330].
- Кагава, Рио (69) — японский музыкант[331].
- Кассиль, Владимир Львович (82) — советский и российский реаниматолог, профессор, заслуженный деятель науки Российской Федерации (1998), сын писателя Льва Кассиля[332].
- Кениата, Маргарет (88—89) — кенийский государственный деятель, мэр Найроби (1970—1976)[333].
- Комба, Пауль (91) — итальянско-американский астроном и первооткрыватель астероидов[334].
- Маззалитис, Валентин (87) — советский и латвийский тренер по лёгкой атлетике[335].
- Озаита, Мария Луиза (77) — испанская пианистка, композитор и дирижёр[336].
- О’Нил, Пол (61) — американский рок-музыкант (Trans-Siberian Orchestra) и музыкальный продюсер[337].
- Оока, Макото (86) — японский поэт[338].
- Парнелл, Тим (84) — британский гонщик «Формулы-1», сын гонщика Реджа Парнелла[339].
- Перлини, Меме (69) — итальянский актёр и режиссёр[340].
- Самуэли, Хелен (66) — британский историк, журналист и писатель, референт Палаты лордов парламента Великобритании[341].
- Синисало, Илкка (58) — финский хоккеист, выступавший за клуб НХЛ «Филадельфия Флайерз» (1981—1990)[342].
- Счотник, Атанасие (75) — румынский гребец-байдарочник, серебряный призёр летних Олимпийских игр в Мюнхене (1972) и бронзовый призёр — в Токио (1964)[343].
- Уварова, Раиса Рауфовна (83) — советский и российский театральный деятель, директор Марийского республиканского театра кукол (1969—1990), председатель правления Марийского отделения Всероссийского театрального общества (1976—1981), заслуженный работник культуры Российской Федерации (1997)[344].
- Шапошников, Александр Юрьевич (61) — российский государственный деятель, председатель Палаты представителей Законодательного собрания Свердловской области (1996—1998), член Совета Федерации (1997—1998)[345].

## 4 апреля

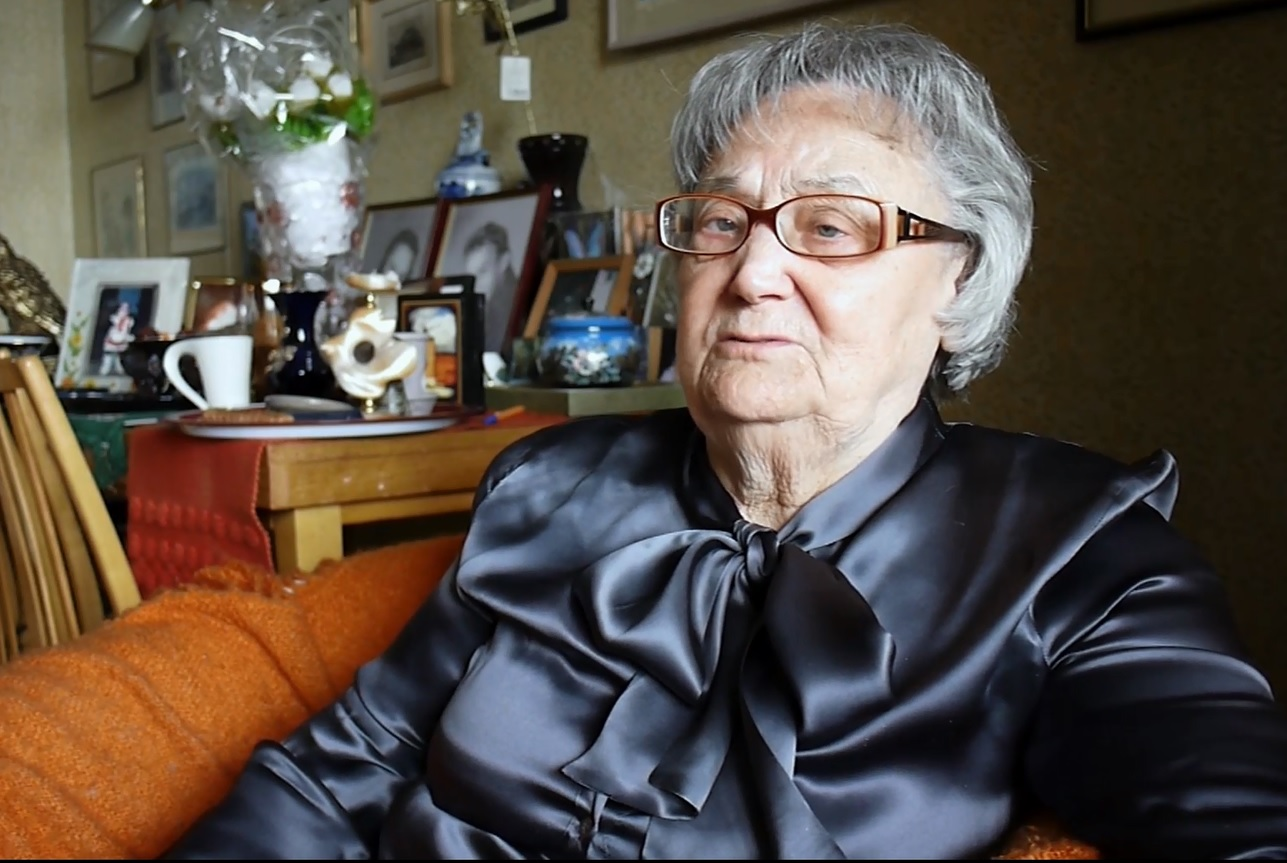
Наталья Римашевская

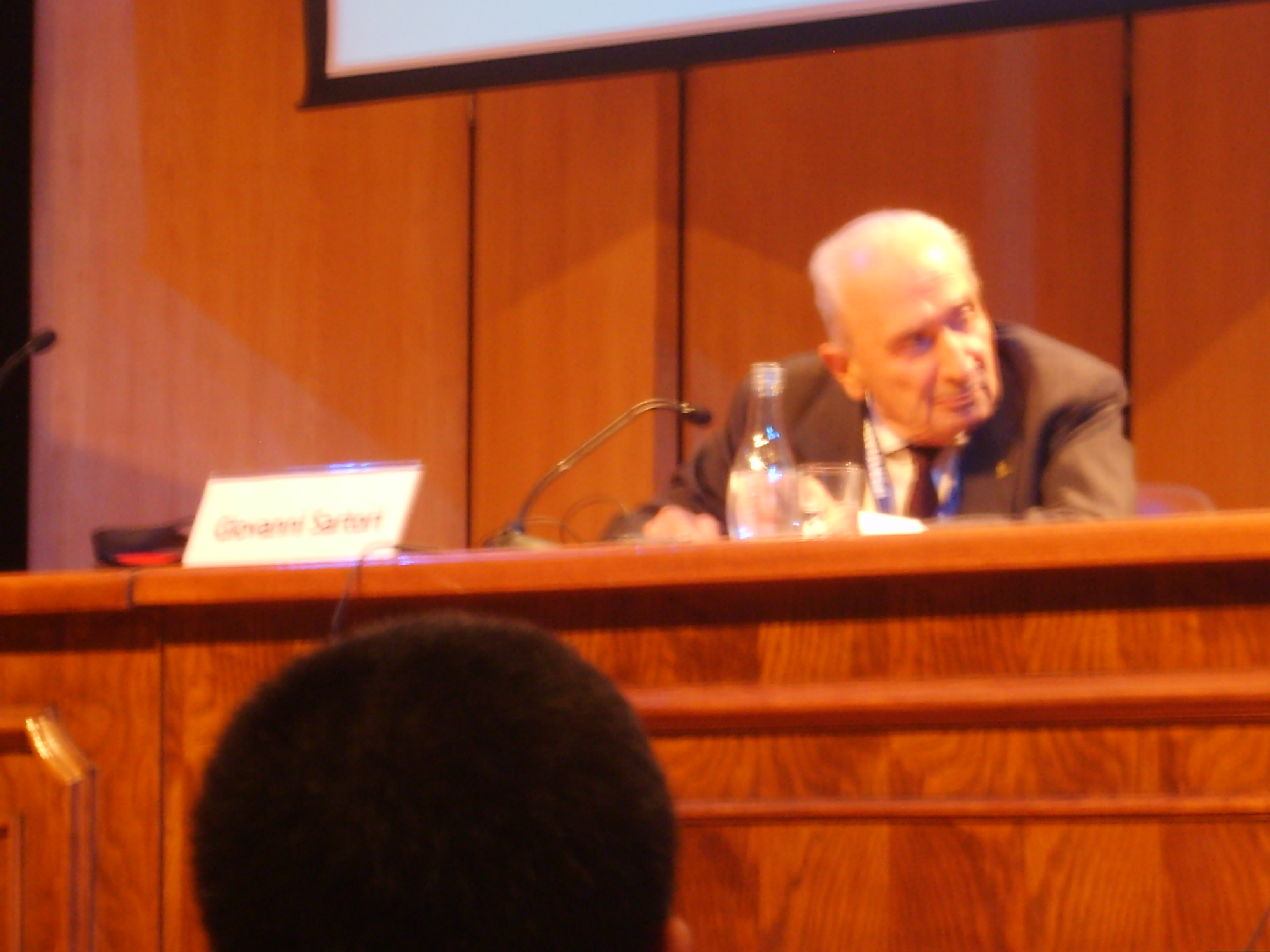
Джованни Сартори

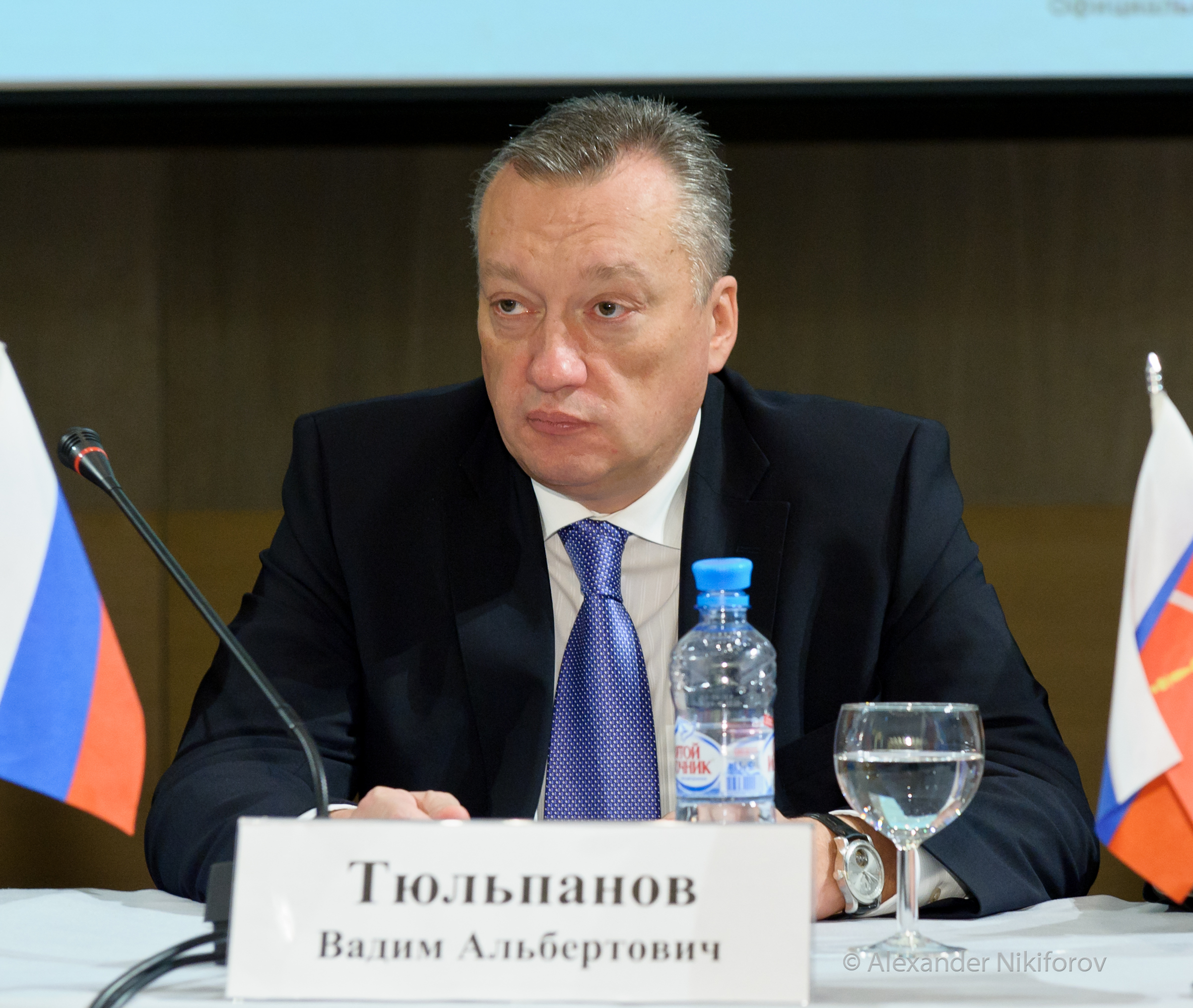
Вадим Тюльпанов

- Виноградов, Иван Андреевич (89) — советский и украинский работник метрополитена, машинист, открывший движение поездов Киевского метрополитена, почётный гражданин Киева (2012)[346].
- Кузнецов, Игорь Александрович (78) — советский и российский художник, заслуженный художник Российской Федерации (2004)[347].
- Кутелева, Марина Алексеевна (51) — советская и казахстанская спортсменка и тренер, чемпионка СССР по спортивному скалолазанию[348].
- Мостов, Джордж (93) — американский математик, автор теоремы жёсткости Мостова, лауреат премии Стила (1993) и премии Вольфа (2013)[349].
- Пашков, Юрий Васильевич (86) — советский и российский поэт, председатель правления Смоленской областной писательской организации (1970—1980)[350].
- Пейчев, Георгий Иванович (81) — советский и украинский организатор производства, главный инженер ЗМКБ «Прогресс» имени академика А. Г. Ивченко (1988—2015), лауреат Государственной премии УССР в области науки и техники (1988)[351].
- Римашевская, Наталья Михайловна (85) — советский и российский экономист, член-корреспондент РАН (2003)[352].
- Сартори, Джованни (92) — итальянский и американский философ и социолог[353].
- Тюльпанов, Вадим Альбертович (52) — российский государственный деятель, председатель Законодательного собрания Санкт-Петербурга (2003—2011), член Совета Федерации от Санкт-Петербурга (2011—2014) и от Ненецкого автономного округа (с 2014 года); несчастный случай[354].
- Шепке, Франк (82) — западногерманский гребец, чемпион летних Олимпийских игр в Риме (1960)[355].
- Штоц, Карл (90) — австрийский футболист, защитник, бронзовый призёр чемпионата мира по футболу (1954)[356].

## 3 апреля

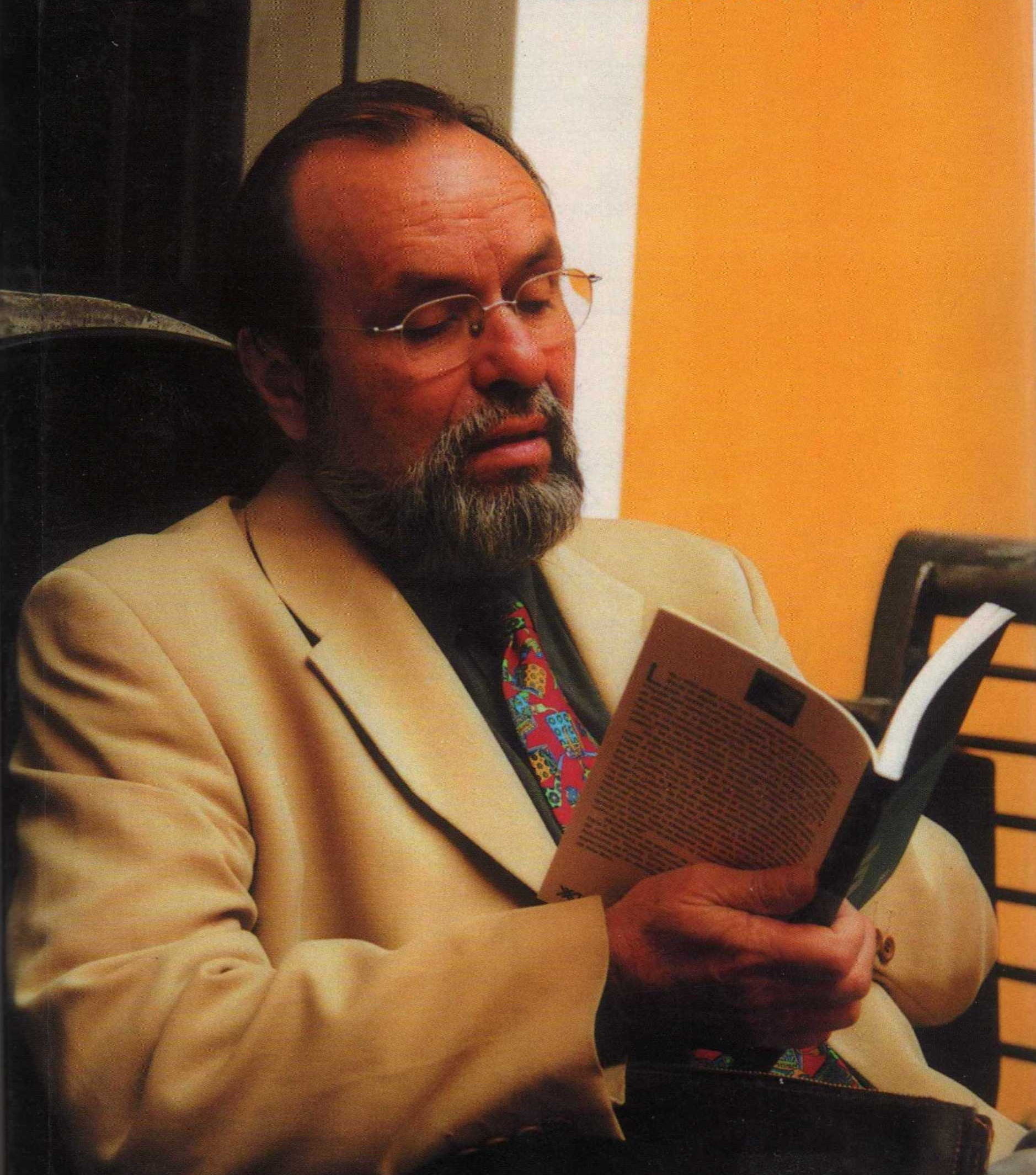
Мишель Арриве

- Амонкар, Кишори (86) — индийская соул-певица[357].
- Арриве, Мишель (80) — французский писатель и лингвист[358].
- Ананьев, Алексей Михайлович (84) — советский горный рабочий, Герой Социалистического Труда (1966)[359].
- Даудпота, Азим (83) — пакистанский государственный деятель, маршал авиации ВВС Пакистана, губернатор провинции Синд (1999—2000)[360].
- Зеленов, Владимир Алексеевич (84) — советский и российский скульптор, заслуженный художник РСФСР (1984)[361].
- Кварантелли, Энрико (92) — американский социолог, основоположник социологии катастрофы[362].
- Кибкало, Александра Моисеевна (78) — советский передовик производства, механизатор совхоза Родинский Родинского района Алтайского края, Герой Социалистического Труда [?].
- Микич, Предраг (54)[значимость?] — сербский политический деятель, советник Томислава Николича[363].
- Петров, Денис Романович (25)[значимость?] — российский спортсмен и тренер, чемпион России по армейскому рукопашному бою[364].
- Рисова, Любица (64) — словацкая спортивная гимнастка и тренер, участница летних Олимпийских игр в Атланте (1996) и в Сиднее (2000)[365].
- Терк, Стелла (92) — британский зоолог[366].

## 2 апреля
- Боларесса, Вивьен да Силва (86) — шри-ланкийская эстрадная певица[367].
- Канцер, Валериу (62) — советский и молдавский физик, академик Национальной академии наук Молдавии, лауреат Национальной премии Республики Молдова[368].
- Литвин, Леонард (102) — американский предприниматель, основатель Glenwood Management Corp[369]..
- Олех, Сергей Георгиевич (51) — украинский актёр, шоумен, участник проектов «Джентльмен-шоу» и «Маски-шоу»; рак[370].
- Полещук, Мария Дмитриевна (87) — советская ткачиха, Герой Социалистического Труда (1977), депутат Верховного Совета СССР 10 созыва [?].
- Репген, Конрад (93) — немецкий историк[371].
- Уилдиш, Денис Брайан Харви (102)[значимость?] — британский офицер флота, вице-адмирал[372].
- Уилсон, Джереми (72) — американский писатель[373].
- Уошнитзер, Джерард (90) — американский математик, соавтор когомологии Монски—Уошнитзера[374].
- Фуэнтес, Альма Делия (80) — мексиканская актриса («Забытые»)[375].

## 1 апреля

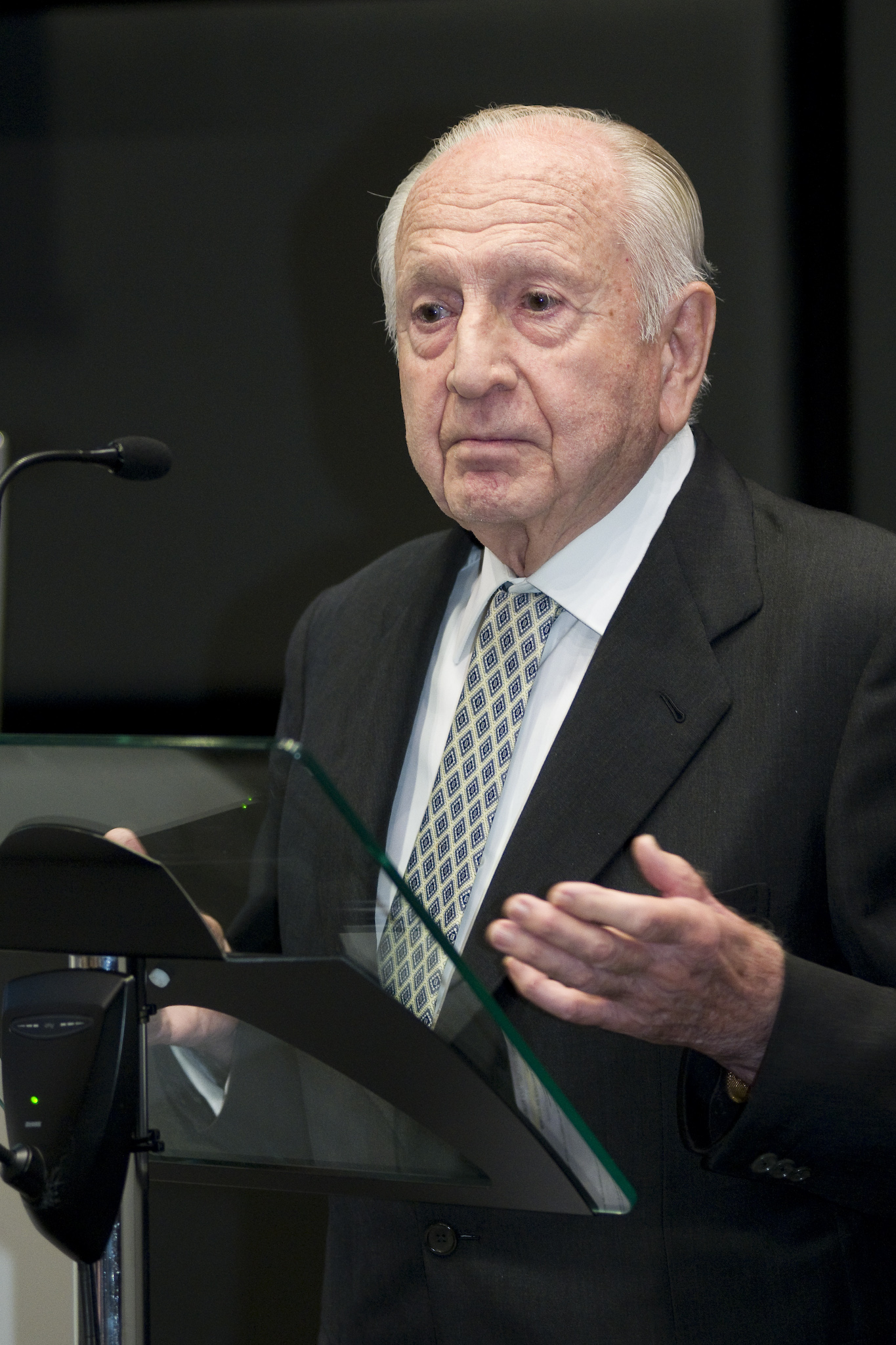
Антонио Ламела

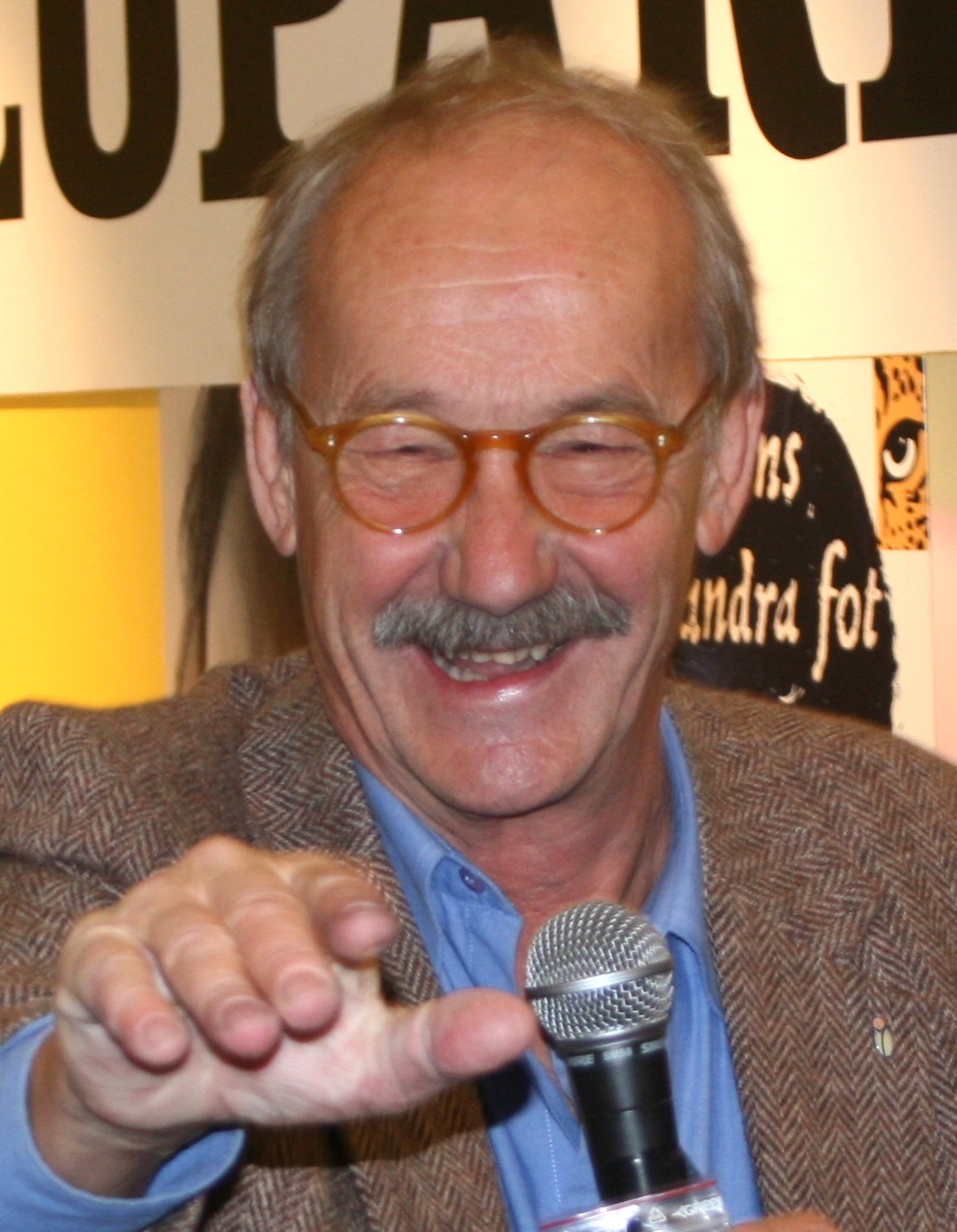
Геста Экман

- Брукс, Лонни (83) — американский певец и гитарист[376].
- Ватсон, Бертон (91) — американский литературный переводчик[377] .
- Гандель, Юрий Владимирович (82) — советский и украинский математик, профессор[378].
- Гробов, Олег Фёдорович (84) — советский и российский специалист в области патологии и лечения пчёл, профессор, заслуженный деятель науки Российской Федерации (1992)[379].
- Евтушенко, Евгений Александрович (84) — советский и российский поэт и прозаик, сценарист, публицист, режиссёр и актёр[380].
- Какэхаси, Икутаро (87) — японский инженер и предприниматель, основатель Roland Corporation[381].
- Кампуш, Фернанду да Силва (92) — португальский писатель[382].
- Каннингэм, Боб (82) — американский музыкант[383].
- Ким Йонг Гил (90) — корейский поэт[384].
- Ламела, Антонио (90) — испанский архитектор[385].
- Майборода, Николай Николаевич (76) — советский оперный певец, солист Большого театра (1979—1990), советский и российский музыкальный педагог, заслуженный артист РСФСР (1977) [www.kino-teatr.ru/teatr/acter/m/ros/383665/bio/].
- Остин, Гари (75) — американский писатель; рак[386].
- Паникер, Сальвадор (90) — испанский философ[387].
- Петров, Владимир Петрович (80) — советский и российский тренер, заслуженный тренер СССР по велосипедному спорту[388].
- Рубинштейн, Бертран Иосифович (93) — железнодорожник, ветеран Великой Отечественной войны, заслуженный работник транспорта СССР и Казахской ССР.
- Сарно, Луис (62) — американский музыковед[389].
- Форостецкий, Владимир Васильевич (70) — советский и украинский художник, заслуженный деятель искусств Украины (2002)[390].
- Харвелл, Бобби (85) — американский актёр[391].
- Хасаинов, Марк Жанович (57) — российский государственный деятель, председатель Законодательного Собрания Тверской области (2001—2005)[392].
- Экман, Йёста (77) — шведский актёр, комик и режиссёр театра и кино[393].